# De Roos
Vous lisez un « bon article » labellisé en 2023.
Pour les articles homonymes, voir Roos.
De Roos (littéralement : La Rose), également appelé, au niveau local, Roosmolen ou Koren op de Molen, est un moulin à vent et à plate-forme, situé dans la commune de Delft, province de Hollande-Méridionale, aux Pays-Bas.
Construit à l’origine sur le mur d'enceinte sud de Delft, le moulin a été transféré puis rebâti au-dessus des fortifications ouest de la commune néerlandaise en 1679. Deux principales phases de mise en œuvre du moulin delftois succèdent à cette reconstruction, la première datée de 1728 et la deuxième des années 1760. Le bâtiment fait l'objet de plusieurs travaux de restauration s'échelonnant entre la fin des années 1920 et 2023. L'ouvrage d'art, dont l'histoire reste mal connue avant sa reconstruction de 1679, est le dernier moulin subsistant dans l'ancienne zone fortifiée de Delft — parmi les dix-huit ayant autrefois fonctionné au sein de la ville hollandaise.
Sur l'actuel site d'occupation du De Roos, le 111-112 Phoenixstraat, s'est à l'origine tenu un moulin sur pivot, le Gasthuismolen, détruit lors d'une tempête dans la seconde moitié du XVIIe siècle. Antérieurement longé par le tronçon de ligne de tramway puis de train reliant la ville à La Haye, le site du moulin De Roos se dresse au-dessus du tunnel ferroviaire Guillaume d'Orange depuis la seconde moitié des années 2010. La construction de cette infrastructure occasionne le soulèvement par vérinage hydraulique et la mise sur pilotis du complexe du De Roos — moulin, logis du meunier, entrepôt — et des fouilles archéologiques préventives qui permettent de mettre en évidence des vestiges du bâtiment éolien datés de la fin du XVIIe siècle et du début du XVIIIe siècle ainsi que des éléments de la portion occidentale du mur d'enceinte médiéval de Delft.
Bien qu'ayant des périodes d'arrêt, notamment lors de ses restaurations et réfections, le moulin est toujours en fonctionnement ; il a connu plusieurs meuniers, dont ceux appartenant à la famille Kouwenboven, à la famille van Rhijn et à la famille De Vreede.
Le moulin à grain De Roos ainsi que la maison de meunier et l'entrepôt qui entourent sa jupe ont été classés au titre de monuments nationaux par l'Agence du patrimoine culturel des Pays-Bas en date du 29 juin 1967. Le bâtiment éolien, de forme conique, de type à jupe et à plate-forme, plutôt massif par son envergure et sa hauteur, présente un appareil constitué de briques et de pierres jointées. Le moulin est équipé d'une calotte rotative et le travail de mouture, transformation des grains de céréales en farine, est actionné par un ensemble complexe d'éléments de nature mécanique pour la plupart, motorisée et électrique pour quelques-uns. Le logis et l'entrepôt, également appareillés de briques maçonnées, disposent notamment de façades terminées par des pignons.

## Localisation et situation
| - Le moulin de Roos (19) sur la carte du centre-bourg historique de Delft. L'ancien mur d'enceinte de la commune est représenté par la ligne grise. - Le moulin sur la Phoenixstraat, les flèches de clocher de l'Oude Kerk visibles à gauche, la Bagijnetoren observable à droite. |

De Roos est situé dans la partie ouest du centre-bourg historique de Delft, commune de la province de Hollande-Méridionale. Le moulin est établi au numéro 112 de la Phoenixstraat, — l'ensemble du complexe du De Roos, maison et entrepôt compris, étant établi aux 112 et 111 Phoenixstraat, à mi-chemin de cette voie urbaine,,,,. Le bâtiment éolien delftois est encadré au sud par la
Dirklangenstraat et au nord par la Dirklangendwarsstraat, ces deux voies urbaines formant chacune un carrefour avec la Phoenixstraat,. Situés sur ce même axe urbain se trouvent, au sud du moulin, une ancienne tour de fortification (la Bagijnetoren) et l'un des bâtiments du maison communale de Delft, le siège de l'Office des eaux du Delfland,,,. La
Phoenixstraat est longée par le Wateringsevest, un ancien canal creusé parallèlement au mur d'enceinte de Delft et actuellement comblé,,. Pour les chercheurs en architecture urbanistique C. Steffen et D.J.M. van der Voordt, la présence du moulin, « point de repère » « agréable » en plein centre-bourg de Delft, confère à la ville néerlandaise « un aspect amusant ».
Sur la Phoenixstraat, entre la Dirklangendwarsstraat et la Bagijnestraat, un autre moulin, destiné à la fabrication de l'huile et appelé le « Steckmolen » ou « molen De Otter », s'est dressé jusqu'en 1918,,. Le moulin De Otter était distant de 20 m du De Roos.
Le dernier bâtiment éolien de Delft, coiffant précédemment une plate-forme de bastion, s'élève actuellement au-dessus du tunnel Guillaume d'Orange, sur la portion de ligne ferroviaire reliant la ville à La Haye,,,,,,.
Le moulin, à l'instar de six autres bâtiments protégés au titre de monuments nationaux de la commune de Delft — l'église Maria van Jesse, le château d'eau, la tour de fortification, le Prinsenhof, l'église wallonne et l'Oude Kerk —, se trouve dans un isoplèthe d'altitude situé à 6 m au-dessous du niveau de la mer. D'autre part, le bâtiment éolien delftois repose sur un sous-sol formé au Pléistocène, de nature principalement argileuse, et dans une moindre mesure, à caractère sablonneux et tourbeux,.

## Historique

### Du bas Moyen Âge à la fin de l'époque moderne

#### LeGasthuismolen, premier moulin à vent construit sur le site du 111-112Phoenixstraat
La première mention d'un moulin à vent (plus précisément un moulin sur pivot) sur le site du 111-112 Phoenixstraat date de 1352,,,,. Ce moulin était alors appelé Gasthuismolen (ou Bordeelmolen),,,,.
L'existence de ce moulin tardo-médiéval est documentée par un acte à caractère fiscal promulgué par le comte de Hollande de l'époque, Guillaume V (Willem van Beieren), mettant en évidence la cession du bâtiment éolien au profit des habitants de Delft,,. Dans ce document administratif, le Gathuismolen apparaît sous les termes moyen néerlandais « Gasthuse molen »,.
L'existence du Gasthuismolen est également attestée sur une carte datée de 1561 et réalisée par Jacob van Deventer. Il est ensuite mentionné en 1582, sous les termes de moulin à grains — bien qu'il ait été utilisé, au début du XVIIe siècle, pour moudre du malt nécessaire à la fabrication de la bière —, puis en juillet 1595, lors de la création d'une place de Delft portant son nom, et enfin en 1601 dans un document rédigé par son meunier Gerrit Stevensz relatant la destruction d'une portion de mur d'enceinte au voisinage du moulin.
Cet ancien moulin sur pivot est détruit lors d'une tempête survenue en 1675,.

#### Ancien site du De Roos et transfert puis reconstruction au 111-112Phoenixstraat

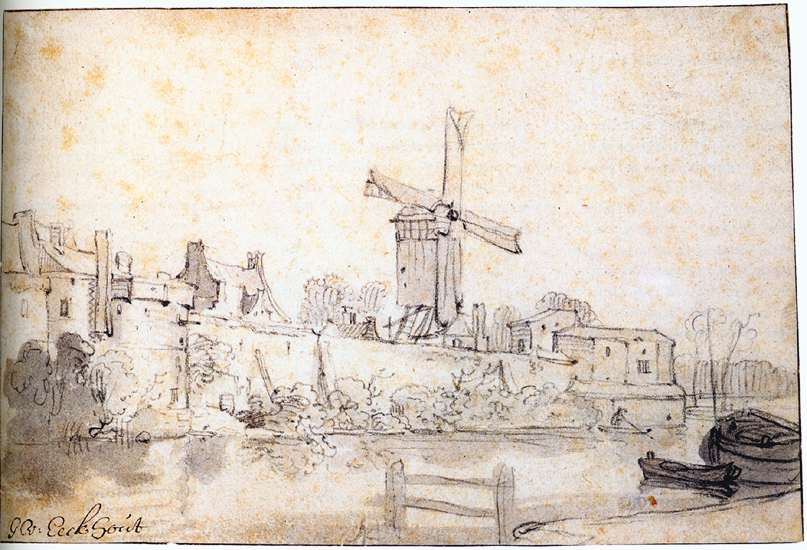
Le moulin De Roos s'élevant au-dessus du mur sud de l'enceinte de Delft, dessin exécuté par Gerbrand van den Eeckhout, deuxième moitié des années 1640.

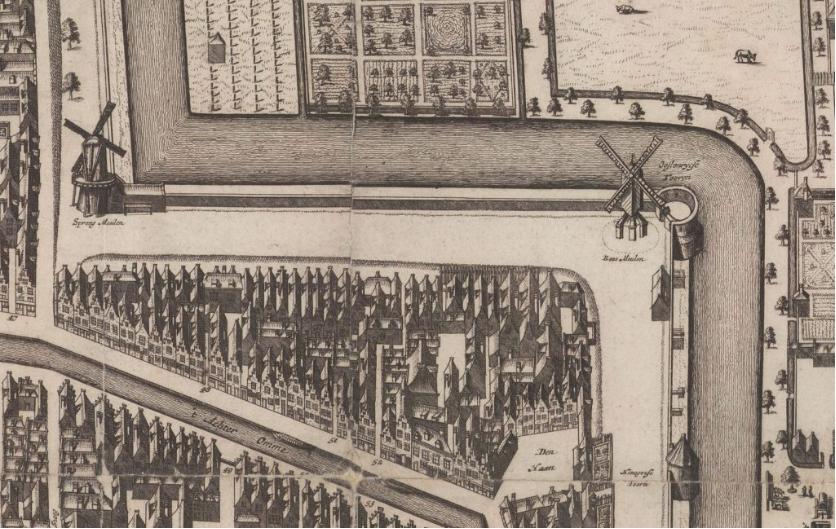
Extrait d'une carte de Delft réalisée par Johannes Verkolje en 1678 sur lequel apparaît, sur la droite, le premier emplacement du moulin De Roos au voisinage d'une tour fortifiée (Oosterijk toren).

À l'origine, le De Roos, est, quant à lui, précédemment établi sur les ruines d'une fortification bastionnée (cette portion de l'enceinte urbaine a été détruite au cours du XVIIe siècle), un site se trouvant sur l'actuelle Zuiderstraat,, — une voie située dans la partie sud du centre-bourg historique de Delft,. Le bâtiment se trouve alors à proximité d'une tour fortifiée, connue sous le nom de Oosterijke toren,. La localisation de son premier site de construction est mise en évidence sur une carte datée de 1678 et gravée par le peintre néerlandais Johannes Verkolje et publiée par l'écrivain Dirck van Bleyswijck. Tout près du moulin, se tient également la Rotterdamse poort, une porte fortifiée s'ouvrant sur le mur d'enceinte sud de la ville,,. À cette époque, le De Roos présente très probablement le même type d'architecture que celui du Gasthuismolen ; autrement dit, le bâtiment éolien aurait été initialement un moulin sur pivot. Cet élément est attesté par un document daté de 1629 dans lequel il est fait mention d'un accident survenu entre son limon et son pivot,. Bien que son histoire demeure mal connue avant 1679, l'existence du De Roos sur la rondelle bastionnée de l'Oosterijke toren remonterait très probablement au moins à la seconde moitié du XVIe siècle,,,,,,,.

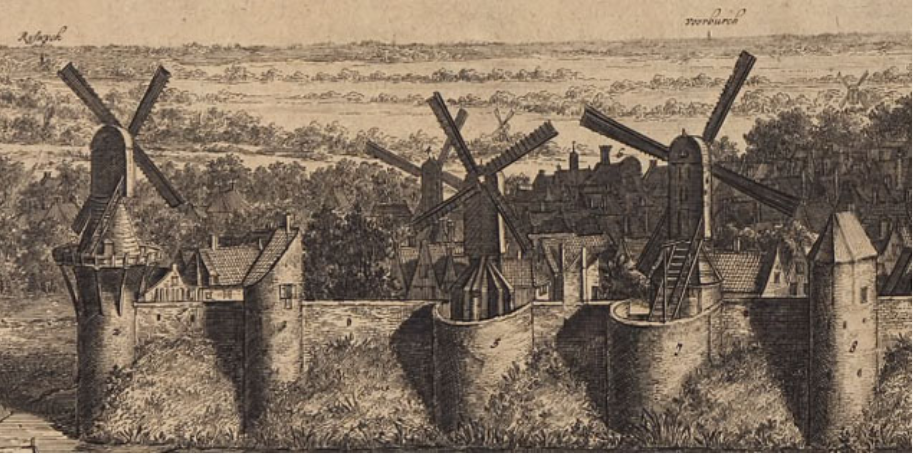
Carte de la ville de Delft avec ses moulins, en 1703.

En juin 1679, à la demande de Cornelis van Nierop, alors propriétaire du terrain, le moulin de Roos est transféré en lieu et place du soubassement du Gasthuismolen,,,,,. Le site de l'actuel 111-112 Phoenixstraat est choisi en raison d'une meilleure prise face au vent,. Le transfert et la reconstruction du bâtiment sont alors mis en œuvre par l'ingénieur civil et meunier Floris (ou Fons) van Mierop,,,. Le bâtiment éolien est dressé sur les vestiges d'une rondelle établie au niveau du tronçon ouest de la muraille ceignant la ville de Delft,. La fortification semi-circulaire, dont les vestiges ont été mis en évidence lors des opérations d'archéologie préventive des années 2000 et 2010, était constituée de moellons alternés de briques réemployées et datées du XIIIe siècle. Les traces d'un canal — un fossé défensif dont le tracé suit l'actuelle Dirklangenstraat, une voie urbaine en boucle présentant deux carrefours successifs avec la Phoenixstraat — de 3 m de large et daté du premier quart du XIVe siècle, ont été également identifiées sous les fondations du moulin. Le De Roos, lors de sa réédification sur le site de la Phoenixstraat, est très probablement encore un « moulin à poteaux » : pour toute nouvelle construction d'un moulin en pierre, les autorités delftoises auraient, à cet effet, délivré un permis spécial.

#### Seconde et troisième phases de construction du moulin à la fin duXVIIIeet auXVIIIIesiècle
Van Mierop meurt en décembre 1679, avant la fin du chantier de reconstruction.

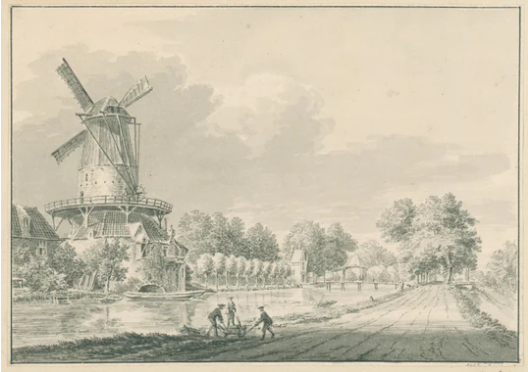
Vue arrière du moulin sur une gravure de Hendrik Spilman (XVIIIe siècle).

Les travaux de reconstruction entrepris à la fin des années 1670 se poursuivent et, en novembre 1681, une chape maçonnée est posée sous la structure hexagonale de la jupe du moulin. D'autre part, en raison d'une rotation trop basse des ailes — celles-ci devant tourner à une distance d'au moins 8 pieds du sol, soit environ 2 m —, le conseil municipal décide de faire transformer le moulin afin qu'il puisse satisfaire les normes architecturales : le bâtiment est alors incorporé à une maçonnerie de 5 m de haut, tandis qu'une structure charpentée est adjointe pour réguler le fonctionnement de la roue,.

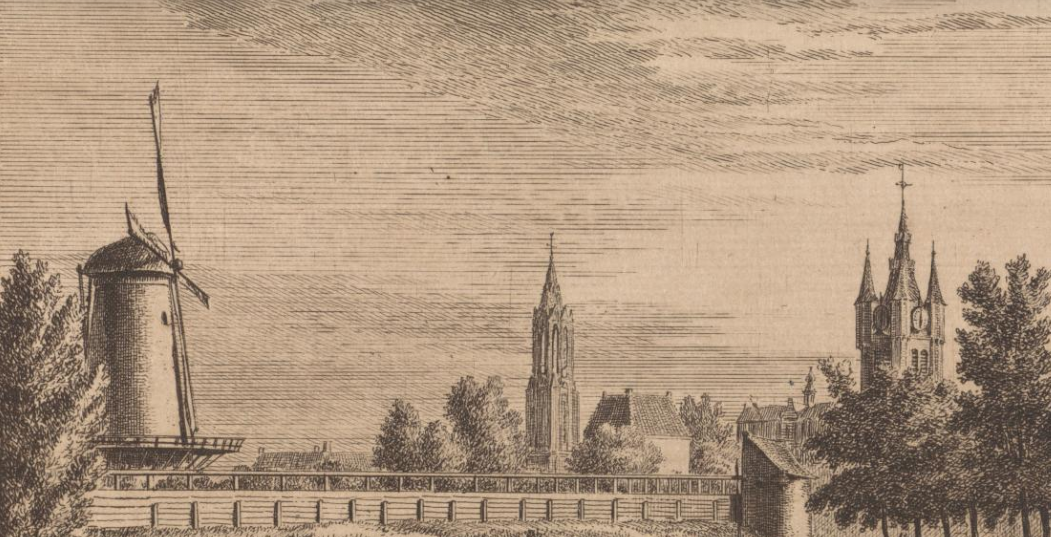
Aan de Wal te Delft, gravure de Hendrik Spilman, XVIIIe siècle (entre 1742 et 1784). Œuvre sur laquelle sont représentés le moulin De Roos et l'enceinte de Delft.

En 1728, une maison d'habitation de forme semi-circulaire et faite en tuf volcanique, destinée à loger le meunier, est construite autour du moulin,,,. Un entrepôt, également appareillé en blocs de tuf volcanique est bâti et vient compléter le complexe éolien,.
Dans les années 1760, le de Roos entre dans sa troisième phase de construction et prend un aspect architectural définitif,. Aux environs de 1760, le De Roos qui était jusqu'alors un moulin à pivot, est transformé en moulin à tour,. Après une importante opération de drainage du terrain, les fondations sont entièrement remaçonnées. La jupe du moulin fait l'objet d'une reconstruction et le bâtiment est surélevé d'une hauteur de 6 m,,,. En janvier 1766, Jan de Bruyn obtient l'autorisation d'aménager une galerie en bois, de forme hexagonale, qui vient ceindre le pourtour de la jupe de pierre du bâtiment éolien,,.

### Époque contemporaine

#### Du début duXIXesiècleau rachat du De Roos en 1926

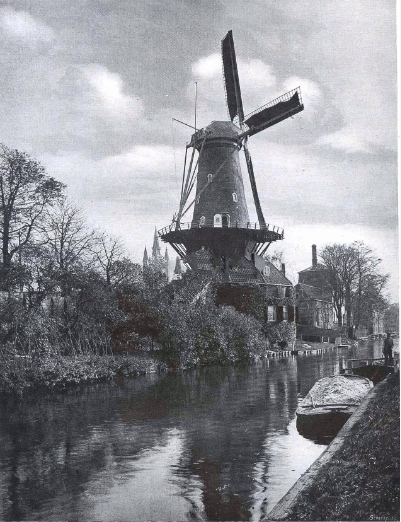
De Roos et le canal Wateringsevest, en 1915.

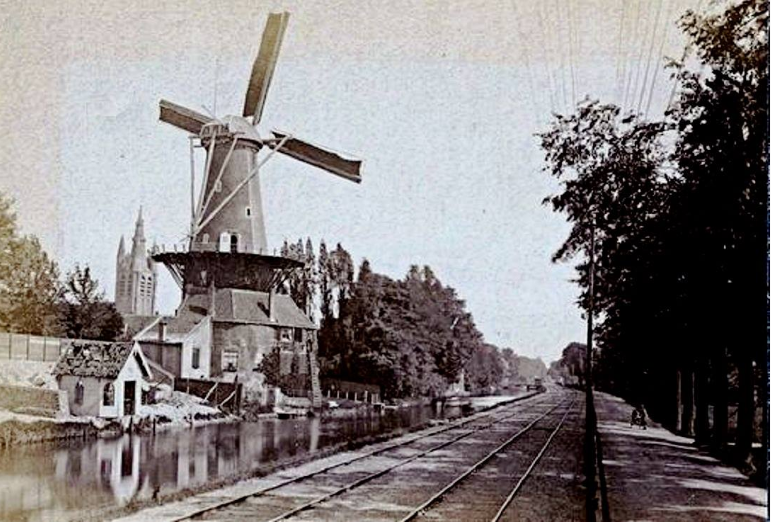
Le moulin en 1885 et la ligne de tramway La Hague-Delft, à l'époque non électrifiée.

Au début du XIXe siècle, le soubassement circulaire est remplacé par une structure maçonnée de forme hexagonale. Cette transformation est documentée par une gravure du dessinateur topographe Balthasar Jooss datée de 1822.
En 1829, le meunier Pieter van Rihjn, qui avait précédemment officié sur le moulin à grain Niew Leven, à Hazerswoude, devient le propriétaire du De Roos,. À partir de mai 1847, un tronçon de la première ligne de tramway néerlandaise, construite en 1829, côtoie le moulin delftois,. En 1874, le fils de Pieter van Rihjn, Klaas van Rijhn, prend sa succession en tant que meunier.
Au début du XXe siècle, dans les années 1920, lors de l'électrification de la ligne de tramway 1 reliant La Haye à Delft, le tracé de la voie ferroviaire est modifié et transféré de la Oude Delft vers la Phoenxistraat, ; le moulin se trouvant sur le nouveau parcours, van Rijhn prend l'initiative de faire soustraire le bâtiment éolien à une probable destruction,. En 1922, le dispositif de travail mécanique du moulin est adjoint d'un moteur à gaz d'une puissance de 25 chevaux-vapeur.
En 1926, après la mort de Klaas van Rhijn survenue le 14 décembre 1925, la Hollandsche Molen, association pour la préservation des moulins de Hollande fondée en 1923,,, rachète le de Roos,,,. Le rachat du moulin par l'association à but non lucratif permet une nouvelle fois de le sauver d'une démolition,,,,.

#### Premiers travaux de restauration
En 1928, le moteur à gaz qui équipait jusqu'alors le mécanisme du moulin est remplacé par un moteur électrique. La même année, la Hollandsche Molen loue le bâtiment éolien et sa dépendance d'habitation aux De Vreede,,. Ils restent locataires du De Roos jusqu'en 2009, Koos de Vreede étant le dernier membre de cette famille de meuniers à faire fonctionner le moulin,,,.
En 1929, en raison d'un affaissement du sol consécutif aux travaux de construction de la ligne ferroviaire 1 — affaissement accentué par le drainage des eaux souterraines par la Société royale néerlandaise de fabrication de produits chimiques et pharmaceutiques (nl) —, une inclinaison du moulin du côté nord est observée et le mécanisme de rotation des ailes détérioré,,,. Ces incidents conduisent la Hollandsche Molen à faire restaurer le de Roos,,,. Van Tienhoven et Visser, deux membres de la direction de la Hollandsche Molen, en coordination avec les maîtres d'œuvre de la société Drop Fa. Botenbal père & fils, conduisent les travaux sur le moulin. Le grenier, fait en pierre, est entièrement reconstruit ; une poutre en fer est placée sous l'étage dévolu au broyage des grains sur laquelle est installée une cuve de mouture, appareillée à deux couples de meules ; une nouvelle poutre de support est aménagée sous l'arbre vertical ; la grande roue inférieure est abaissée au maximum, tandis que les deux tronçons métalliques de l'arbre vertical sont rallongés ; une nouvelle trémie en pierre ajustée pour l'écoulement des grains est posée ; enfin, une meule dormante couplée à une meule tournante pesant environ 5 tonnes chacune ainsi qu'un tire-sac viennent également équiper le dispositif de mouture.

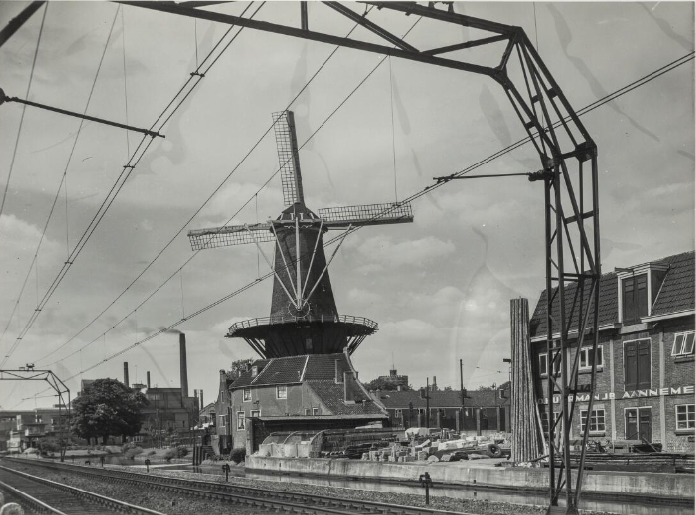
Le moulin et son logis longés par la voie ferroviaire 1 traversant Delft et reliant Amsterdam à La Haye, en 1948.

En 1930, les fondations du moulin sont remaniées : le bâtiment est redressé de 51 cm, grâce à l'utilisation de vérins à pression hydraulique, puis une chape maçonnée, à plan inclinée, est coulée sous sa jupe. Le montant des travaux de réparation s'élèvent à 10 000 florins. Dans les années suivantes, l'emprise du soubassement du moulin au sol est renforcée au moyen de 5 pieux conçus en béton de 20 m de long.
À partir de 1936, année de démantèlement du moulin De Papegay (ou De Papegaey),, le De Roos devient le dernier moulin de Delft encore existant sur les 18 ayant été construits dans la ville,,,,,,,.
Au cours des années 1940, en raison des pénuries alimentaires causées par la Seconde Guerre mondiale, le De Roos fonctionne à plein régime, afin de pourvoir à la fabrication de farine. Durant cette période, le meunier est alors secondé par une importante main d'œuvre. En 1942, bien que les circonstances de la Seconde Guerre mondiale affectent les finances de la Hollandsche Molen, l'association pourvoit à la restauration de la maison d'habitation du De Roos à hauteur de 7 000 florins. Après-guerre, le moulin continue à moudre au maximum de ses capacités. Dans les années 1950, malgré son rôle joué pendant la précédente période, le bâtiment éolien, mal entretenu, commence à tomber en désuétude. Des travaux de réfection sont mis en œuvre en 1959.

#### Conséquences de la construction du viaduc ferroviaire et inscription aux bâtiments nationaux néerlandais

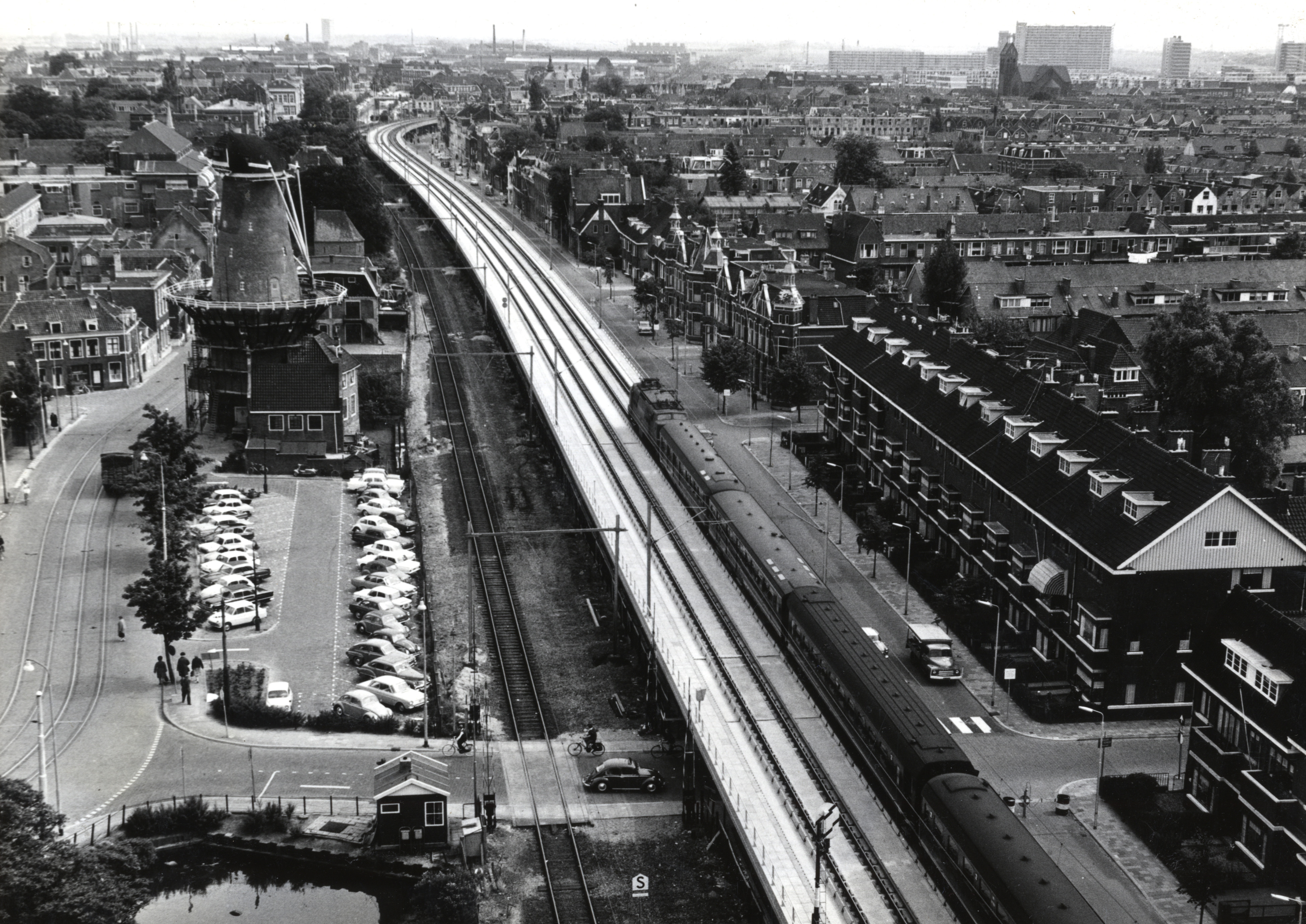
Vue plongeante sur le moulin De Roos, sur la Phoenixstraat, ôté de ses ailes vergées et longé par le viaduc ferroviaire de Delft sinuant sur le Wateringsevest, en juillet 1965.

En 1961, la roue du bâtiment éolien, en raison de son mécanisme défectueux, est démantelée,. Elle est remise en état et ne tourne de nouveau qu'à partir de 1964. Simultanément, mis en chantier à partir de 1961, un viaduc ferroviaire de 800 m de long, remplaçant le tronçon de la ligne de tramway traversant la partie ouest du centre-bourg de Delft, est ouvert dès 1965, en parallèle de la Phoenixstraat, avoisinant ainsi le De Roos,,,,,. Subséquemment, la rotation des ailes du De Roos est à nouveau à l'arrêt les 23 mars, 1er juin, 6 juillet, ainsi que les 7 et 14 septembre 1965 de cette même année.
Le 29 juin 1967, le moulin, ainsi que la maison destinée à loger le meunier, comme beaucoup d'autres bâtiments de la ville de Delft, sont désignés monuments nationaux par l'Agence du patrimoine culturel des Pays-Bas,,,.
En novembre 1975, le moulin delftois fait l'objet d'une émission télévisée dans un programme pédagogique destiné à la jeunesse intitulé Het Programma met de Muis. Le reportage, diffusé par la Nederlandse Omroep Stichting, montre le meunier Niek de Vreede effectuant les différentes opérations de fabrication de la farine et de fonctionnement du moulin, le tout illustré de commentaires indicatifs et explicatifs. De 1975 à 1983, de Vreede, aidé de meuniers bénévoles, fait fonctionner le moulin. Le 18 août 1979, à l'occasion des 300 ans de la construction du moulin, le bourgmestre et le collège des échevins de Delft organisent un évènement festif dans toute la ville.

#### Travaux de restauration des années 1980-1990

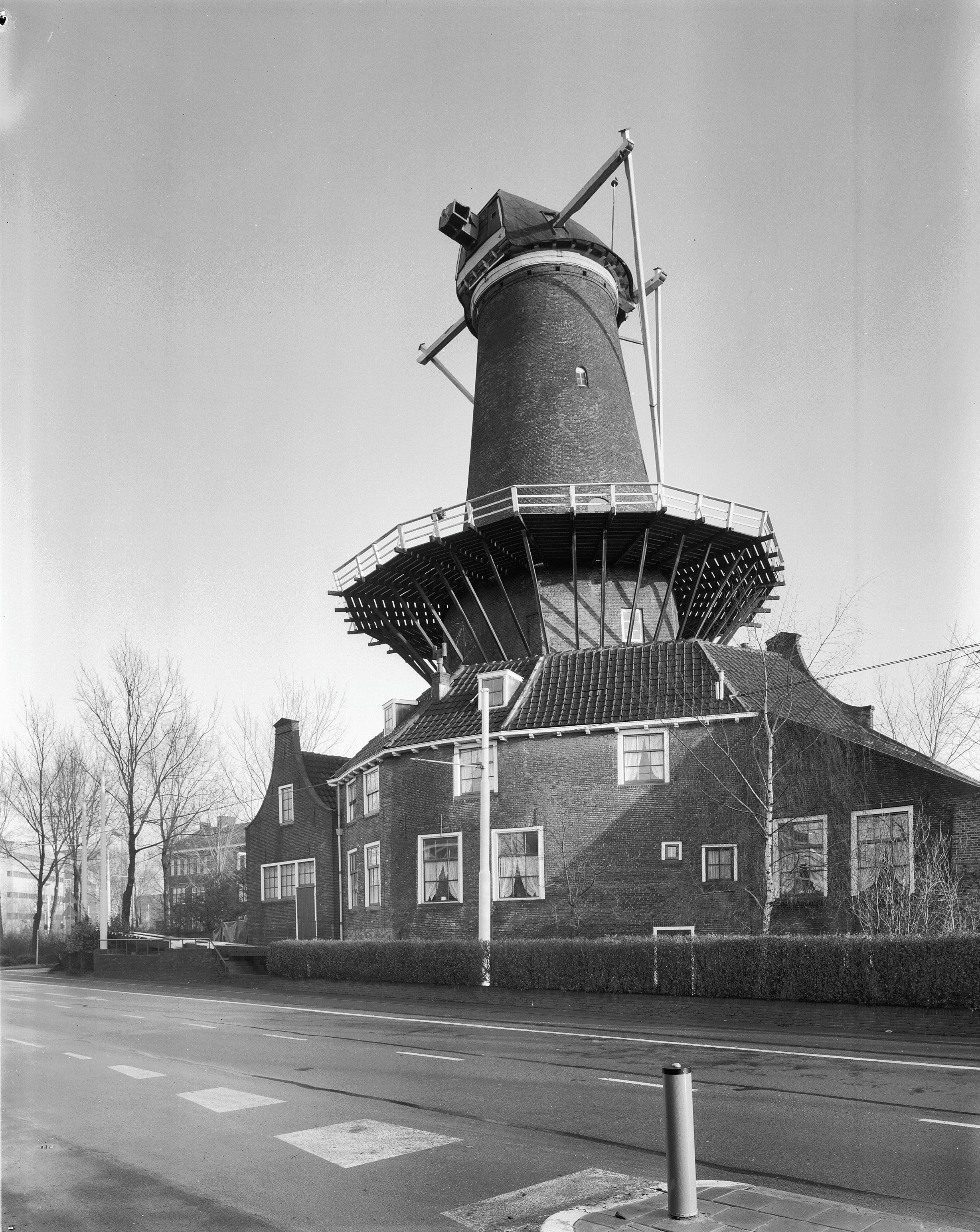
Le moulin, mis en chantier de restauration et sans sa roue, en 1985.

L'année 1984 marque à nouveau une détérioration du moulin : dans la nuit du 14 au 15 février, les ailes cessent de tourner,. Cette détérioration est due à un affaissement de la partie maçonnée qui surplombe la galerie hexagonale ainsi qu'à un dysfonctionnement de la calotte rotative.
L'opération de réfection, qui débute en novembre 1988, consiste à ôter la calotte puis à redresser la partie supérieure de la jupe du moulin — dont la masse est d'environ 240 tonnes — grâce à 35 vérins hydrauliques à commande centralisée arrimés par le biais de 40 trous percés à 1,3 m de celle-ci afin de la « pousser vers le haut »,,. Les travaux se poursuivent en mars/avril 1989 et tandis que les vérins maintiennent toujours la structure circulaire surmontant la plate-forme, sa base, un assemblage de briques liées par du mortier, est remaçonnée, la saillie d'inclinaison étant alors rehaussée d'une quarantaine de centimètres,. La mise en œuvre de la nouvelle calotte rotative, remplaçant la précédente datant du XIXe siècle, est réalisée début 1990.
Grâce à une grue mobile d'une masse de 120 tonnes, elle est déposée sur la partie sommitale de la jupe du bâtiment éolien en date du 19 juin 1990,,. De nouveaux axes métalliques maintenant les ailes, ainsi que de nouvelles meules, sont également soulevés puis installés sur la structure du moulin.
Afin de pourvoir financièrement aux travaux de restauration du bâtiment éolien — les fonds de l'association Hollandsche molen étant à l'époque insuffisants —, une fondation (une stichting), appelée Stichting Molen de Roos, est créée en 1986,,,. Les fonds recueillis par la fondation, d'un total de 200 000 florins, ajoutés aux 70 000 florins à l'origine alloués par l'association pour la réhabilitation du moulin Dommerholt,, dans la ville de Epse, permettent de réaliser les travaux de restauration du de Roos, et, en date du 28 septembre 1990, le moulin, rénové, est inauguré par le prince consort des Pays-Bas Claus von Amsberg,,.
Au printemps 1996, en célébration des 750 ans de la fondation de la cité par Guillaume II de Hollande, les ailes du moulin sont parées de quatre verges blanches et aux nuances « bleu de Delft »,. Des faïences delftoises à l'effigie du De Roos sont spécialement fabriquées pour cette occasion.

#### Construction du tunnel ferroviaire de Delft et fouilles archéologiques (années 2000 et 2010)

##### Construction du tunnel ferroviaire de Delft sous le moulin
En 2004, en raison des désagréments occasionnés par le viaduc de la ligne de chemin de fer no 1, notamment les conséquences de son tracé sur la morphologie et le paysage du centre-bourg de la ville de Delft (dont sur le moulin), coupé en deux, le ministre des Transports et des Eaux, Karla Peijs donne son aval pour le projet de construction d'un tunnel ferroviaire,,,,. Le parcours de l'infrastructure ferroviaire souterraine, de 2,3 km de long, 24 m, située à une profondeur de 10 m et dotée de 4 voies, passant sous le moulin, en juillet 2012 les 1,1 tonnes du complexe éolien sont soulevées à un mètre de hauteur afin de permettre la réalisation des travaux,,,,,,. L'opération de vérinage du moulin, assistée par ordinateur, et sous-traitée par la société d'ingénierie CT de Boer,, est effectuée par palier de 33 mm. Cette opération de levage du bâtiment national, effectuée à l'aide de 45 vérins,,, se déroule en une journée. Pendant que les travaux de construction du tunnel sont réalisés sur la Phoenixstraat, le bâtiment éolien et sa dépendance à usage domestique sont soutenus par une structure en pilotis,. Alors que le De Roos est élevé à 1 m de haut par les vérins, un socle de béton armé est coulé sur le site du 111-112 Phoenixstraat, constituant ainsi une nouvelle
assise pour le bâtiment éolien, son logis et son entrepôt ; le complexe est reposé sur son emplacement d'origine au mois de décembre 2012,,,.
Durant les opérations échus au De Roos, le moulin passe sous l'autorité administrative de ProRail, organisme public chargé des travaux de creusement du tunnel ferroviaire,,,,,. Par ailleurs, budget octroyé par la province de Hollande-Méridionale sur l'ensemble des travaux consacrés au bâtiment éolien — réfections des maçonneries jointées autour des baies s'ouvrant au premier étage de la superstructure de la jupe et pose d'une nouvelle dalle bétonnée — s'élève à un coût de 76 000 €,.
Dans la seconde moitié des années 2000, une exposition permanente est installée dans l'enceinte du moulin,,. En mai 2009, en raison des projets de construction d'un parking public (le Prinsenhofgarage) réservé aux usagers du tunnel ferroviaire Guillaume d'Orange, le meunier Koos de Vreede, alors propriétaire d'une boutique spécialisée en alimentation animale occupant les terrains du futur parc de stationnement, est exproprié du De Roos,.
La réouverture du moulin est effective le 4 septembre 2013,,,. Cette date marque également le retour du de Roos dans le giron des biens immobiliers administrés par l'association Hollandsche Molen ainsi que la publication d'un ouvrage qui est consacré à son histoire,,. Dans nuit la du 21 au 22 février 2015, le dernier train en circulation sur viaduc ferroviaire passe devant le moulin.

Le moulin de Roos et les travaux de construction du tunnel ferroviaire au niveau de la Phoenixstraat à Delft
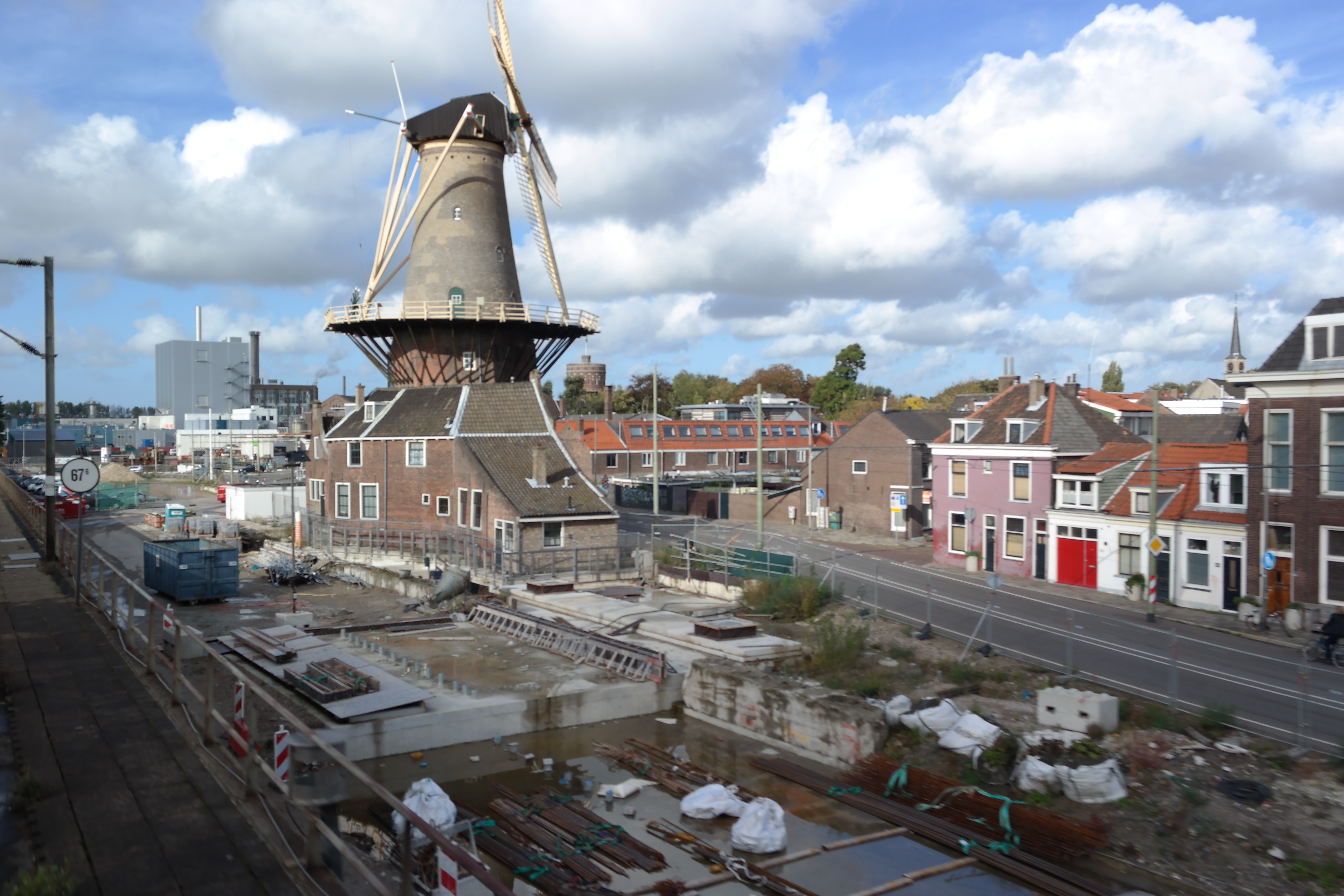
Travaux de construction du tunnel ferroviaire autour et au-dessous du moulin en octobre 2014.
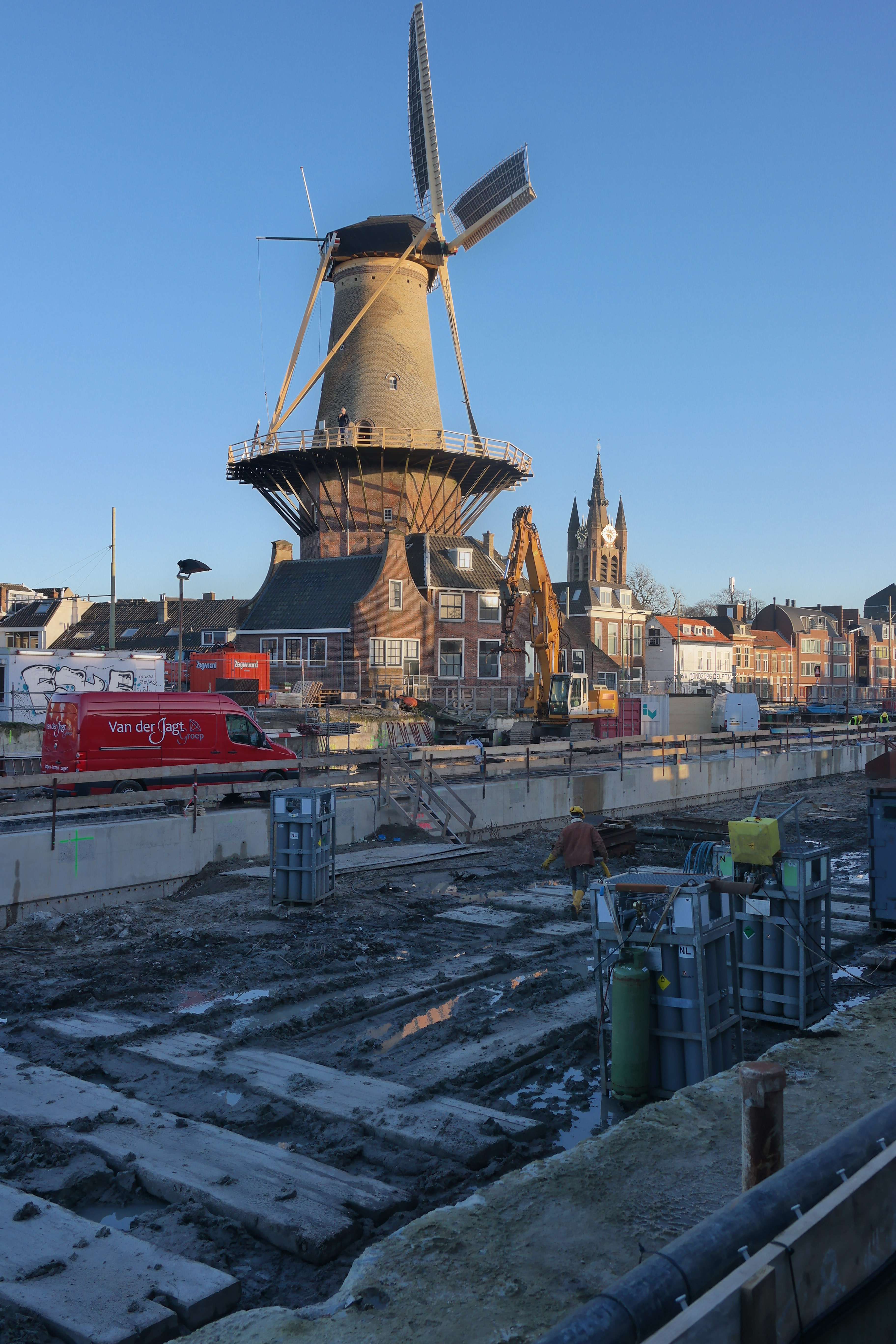
Ici en janvier 2016.
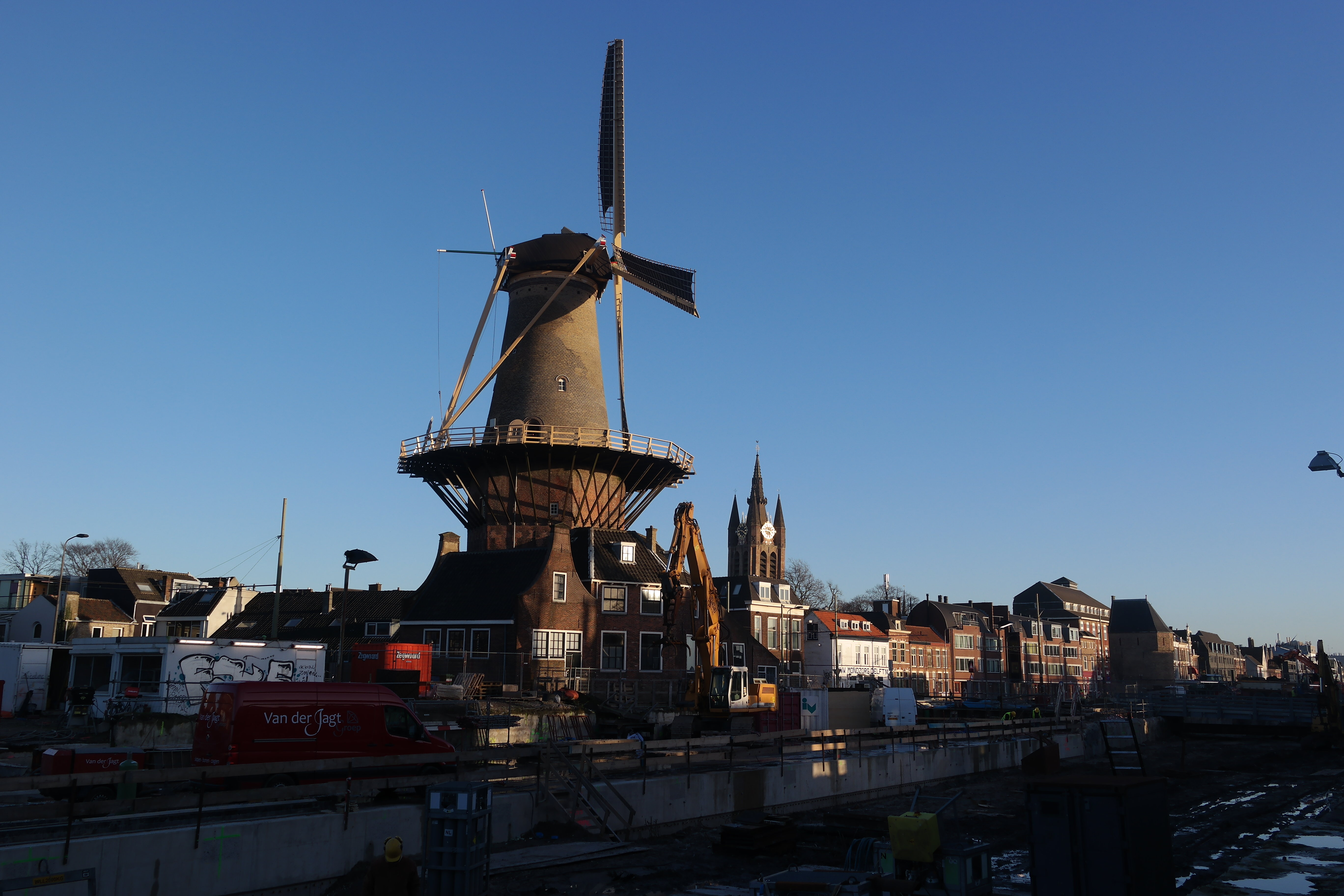
En janvier 2016.
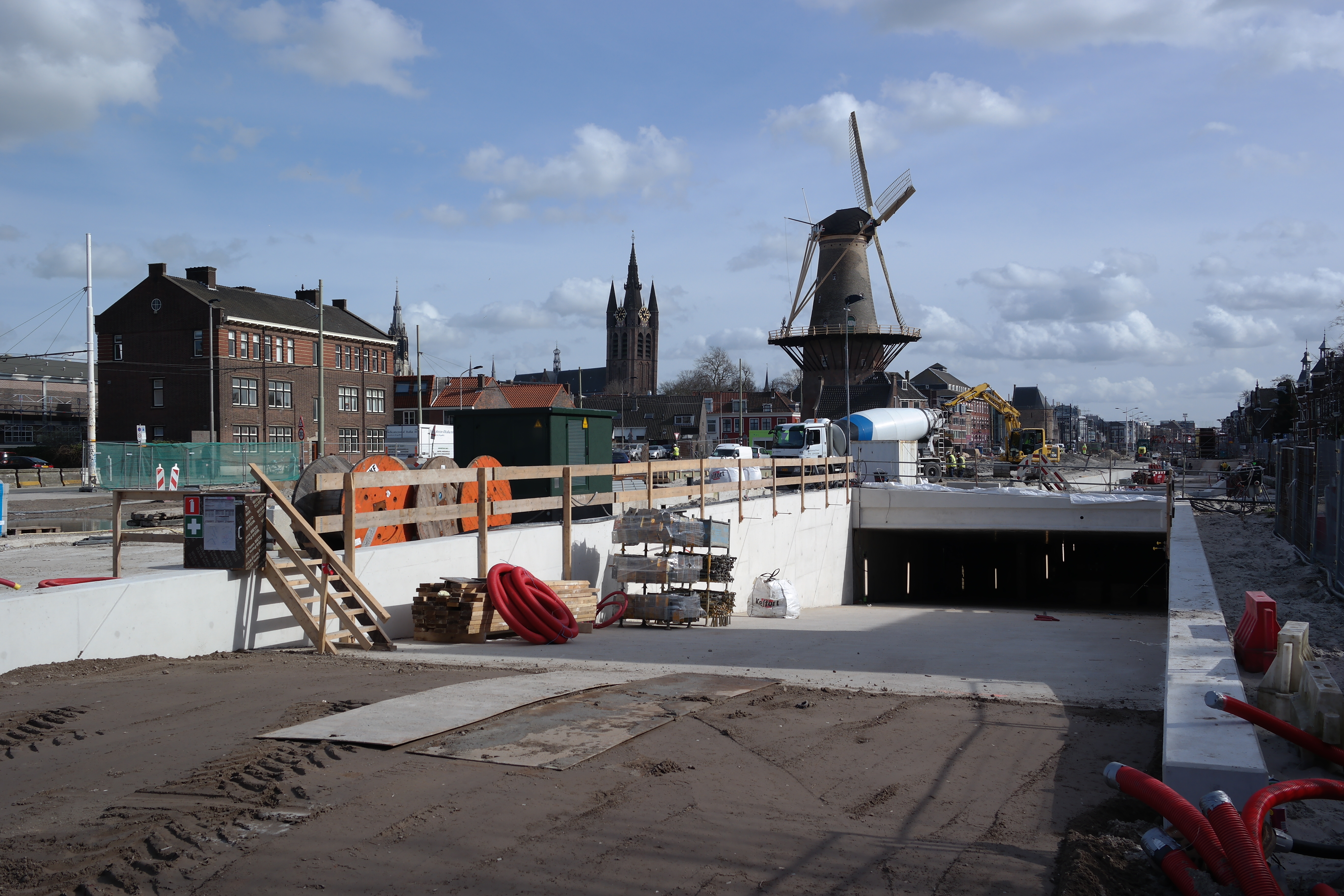
En mars 2017.
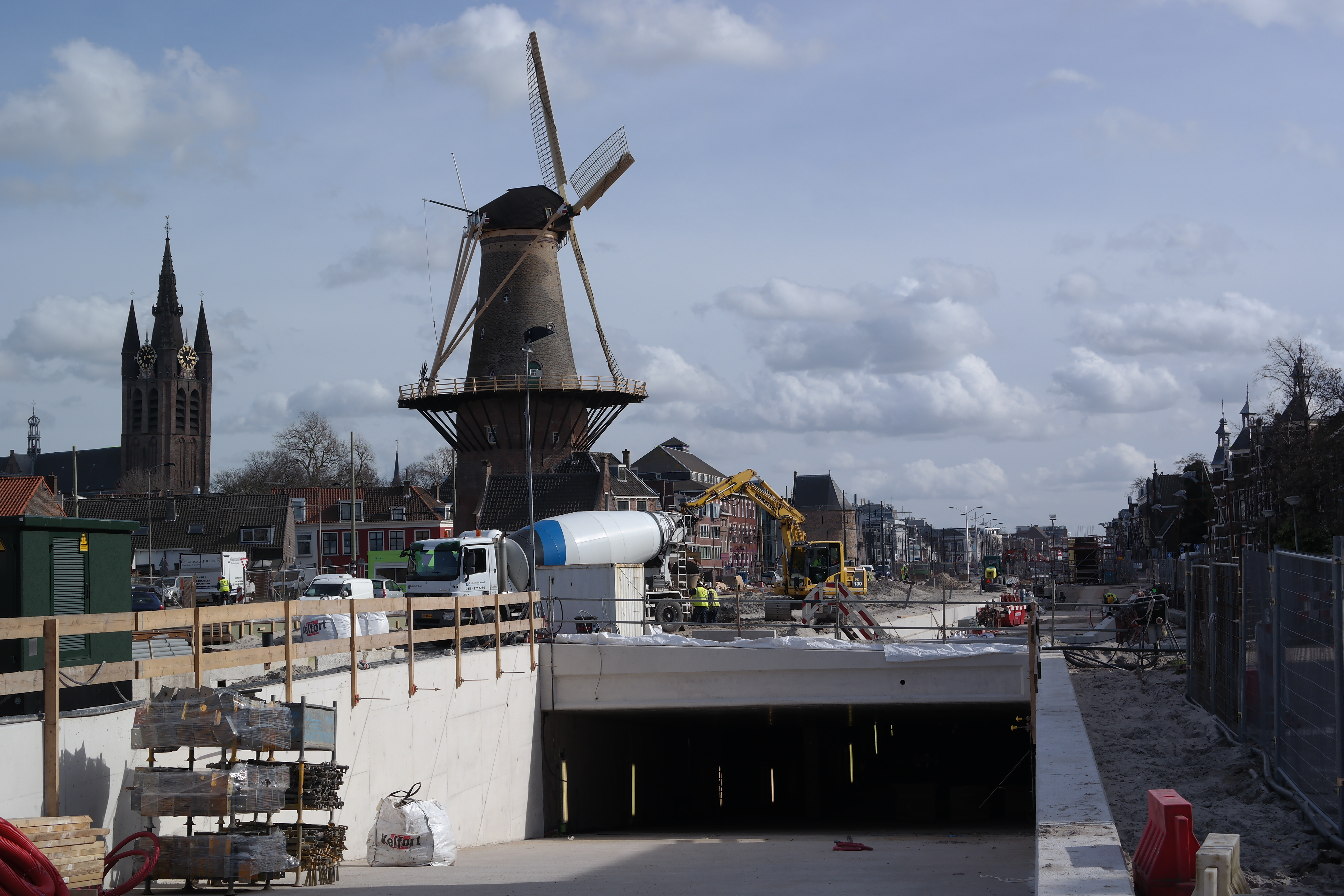
En mars 2017.
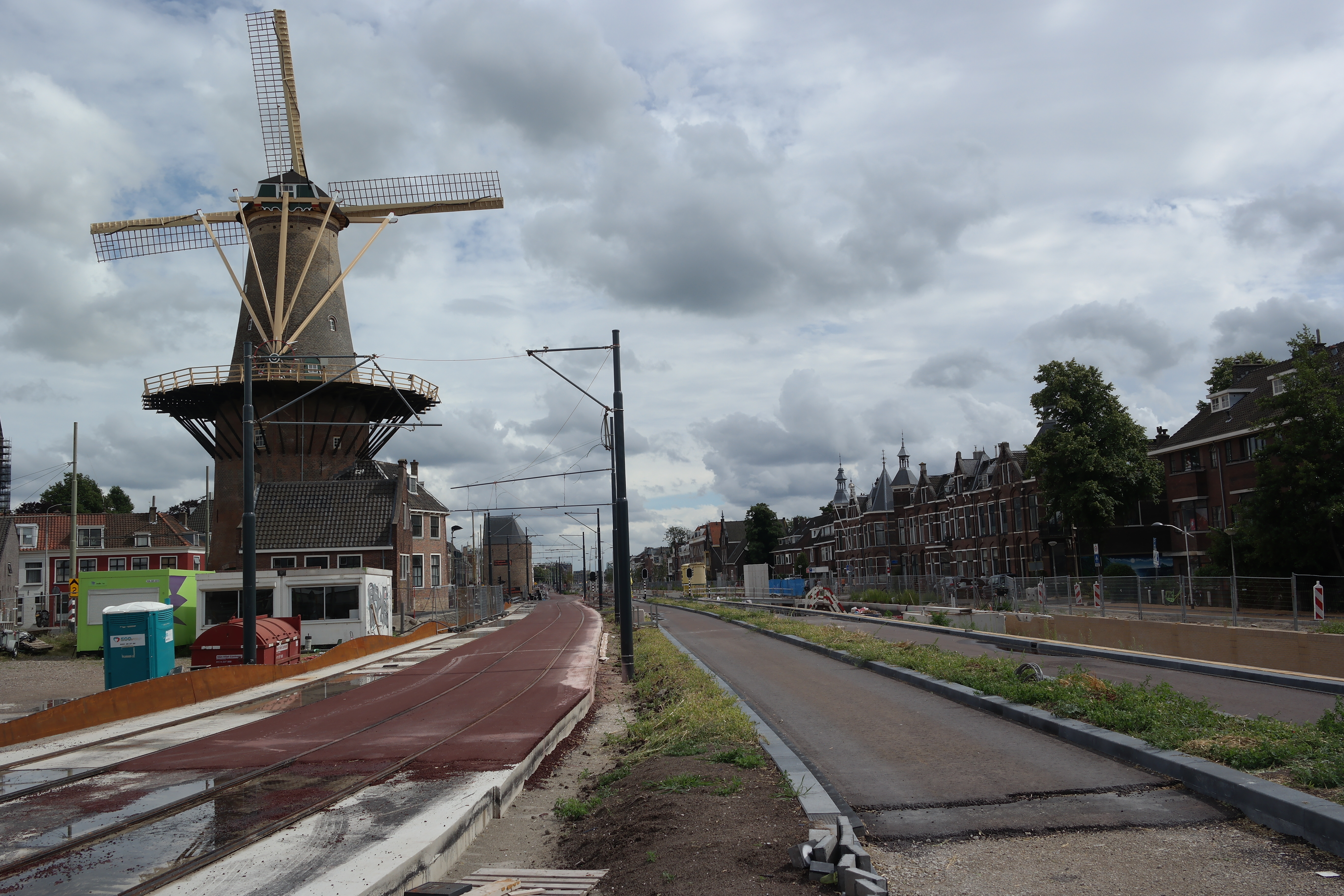
En juillet 2017.

##### Fouilles archéologiques
Alors que le moulin à grain et sa maison d'habitation sont élevés à un mètre de hauteur, des fouilles préventives sont menées en parallèle par le service du Patrimoine de la ville de Delft et ses environs (Erfgoed Delft en omstreken) sur le site de la Phoenixstraat,,. Les opérations de recherches archéologiques sont également conduites sous l'égide de l'Agence du patrimoine culturel des Pays-Bas.
Sous le De Roos, les travaux d'excavation, effectués en 2008 au sein d'une tranchée de 20 m de long sur un mètre de large, permettent de libérer les restes de l'assise et des fondations d'origine du moulin ainsi que des vestiges des anciennes fortifications de la ville — rempart, bastion, rondelle et fossé,. Au cours du mois de mars 2009, trois fosses de sondages ont été pratiquées au moyen d'une minipelle sur les terrains situés autour du bâtiment éolien. La première tranchée d'exploration délivre une stratigraphie de 2,3 m d'épaisseur contenant successivement un mètre de remblai récent essentiellement constitué de sable, suivi de 0,50 m de gravats de construction agglomérés à de l'argile bleuté par effet d'oxydoréduction et enfin de 190 cm d'étaiement de l'ancien fossé d'enceinte de la ville. La deuxième tranchée montre un profil stratigraphique similaire voire identique à celui de la première fosse de sondage. La troisième tranchée permet de délivrer, sur 0,50 cm de hauteur, le vestige de la fondation d'un bâtiment situé entre le De Roos et la Bagijntoren, l'une des tours fortifiées de l'enceinte de Delft.
Les fouilles ont permis de dégager deux meules dressées en pierre naturelle volcanique de couleur bleue,. Ces deux meules à grains, mise en évidence dans un état quasiment intact, étaient à l'origine des éléments faisant partie du mécanisme de broyage du moulin delftois,. Des dépôts domestiques, datés du XVIIe siècle et retrouvés dans un état de bonne préservation, ont été également identifiés durant la campagne de fouilles. Enfin, des débris de façades du moulin dans ses premier et second état — avant la reconstruction de sa jupe en 1760 —, ont été mis en évidence au sein des couches stratigraphiques du mur d'enceinte.

#### Aménagements de la fin des années 2010 et travaux de réparation des années 2020
À partir de 2015, avec l'ouverture d'une boutique, appelée Ambacht, aménagée dans l'enceinte du moulin, le De Roos, outre un approvisionnement faite aux boulangeries locales, fournit de la farine à des particuliers, à des restaurants ainsi qu'à la DOEL, une subdivision de la GGZ Delfland, une structure dédiée à l'amélioration de la qualité de vie de personnes sujettes à des troubles psychiatriques,,,. Selon le rapport mensuel d'août 2015 sur l'avenir des moulins néerlandais, l'ouverture de cette boutique spécialisée, ainsi que l'accueil de visiteurs échu à l'installation d'une salle d'exposition, le moulin De Roos, en marge de la production de farine, son activité principale, se trouve doté d'une « destination secondaire ».
En 2019, des panneaux signalétiques destinés aux visiteurs et à la clientèle sont placés à l'extérieur et l'intérieur du moulin. Certaines de ces enseignes ont pour objectif d'informer et de décrire l'histoire ainsi que les différentes fonctionnalités du moulin sous une approche pédagogique, d'autres, afin que le bâtiment respecte les normes, affichent les consignes de sécurité,. Un nouveau système d'éclairage, comportant des lampes LED à rotation, est également aménagé à l'intérieur du moulin. La même année, une exposition, ayant pour thématique et intitulé « moulins, le moteur de l'âge d'or à Delft » (« molens, de motor van de Gouden Eeuw in Delft »), est installée au sein du De Roos,.
Le début des années 2020 est marqué par une nouvelle détérioration de la roue du moulin,,. Des fissures, observées en octobre 2022, sont présentes au sein des deux axes métalliques constituant l'ossature des ailes, ce défaut contrariant la continuité de la rotation de la roue,,.
Afin de permettre le remplacement de ces deux tiges métalliques, un financement participatif est alors initié,,,. La collecte de fonds permet de recueillir 15 000 €. Le bâtiment éolien delftois est réparé et inauguré par la reine Beatrix en mai 2023, lors de la journée nationale des moulins,,,.

Le moulin De Roos à la fin des années 2010 et début des années 2020
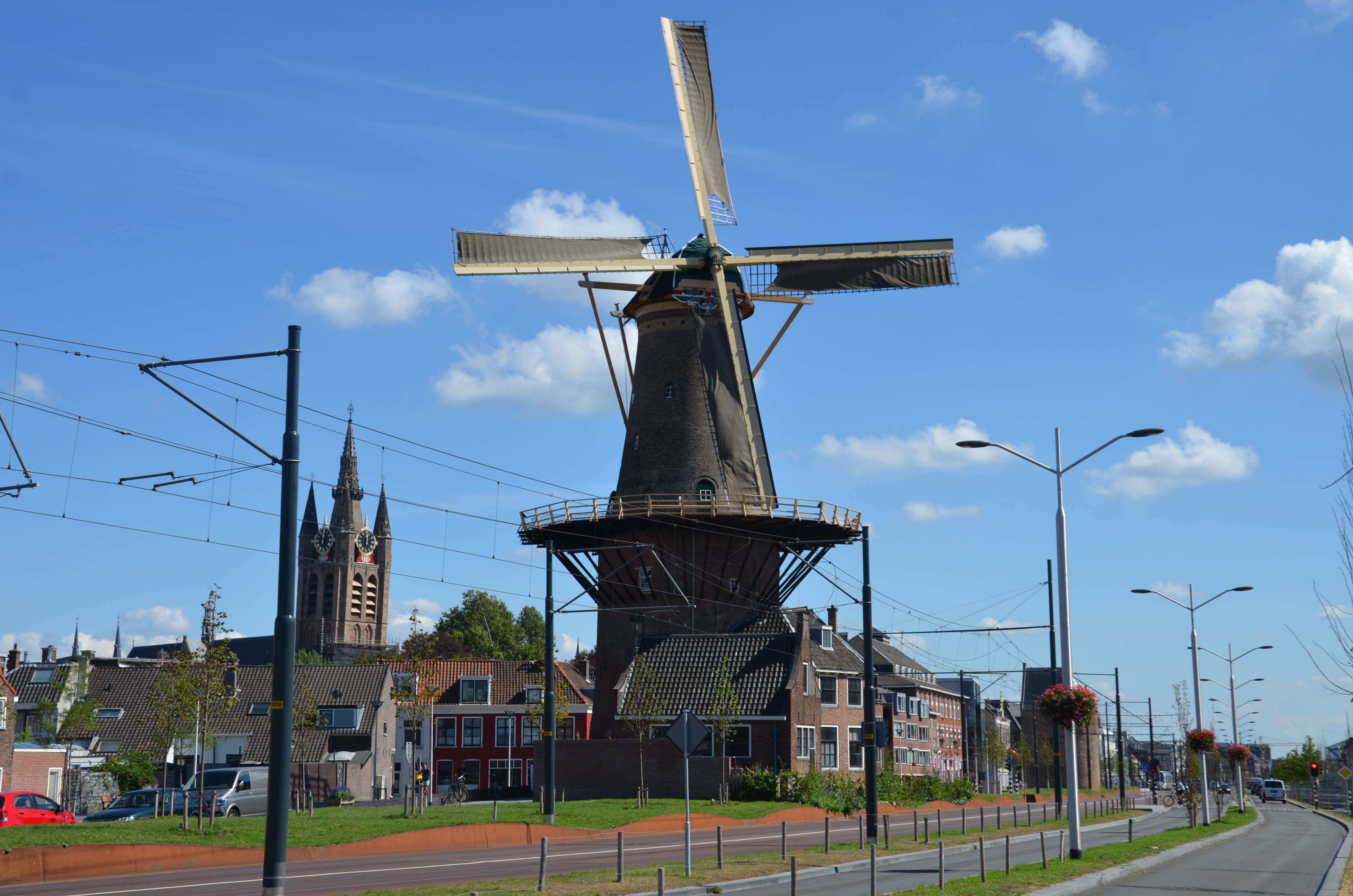
Le De Roos et son logis longés par la Phoenixstraat, le clocher de l'Oude Kerk visible sur la gauche, en août 2018.
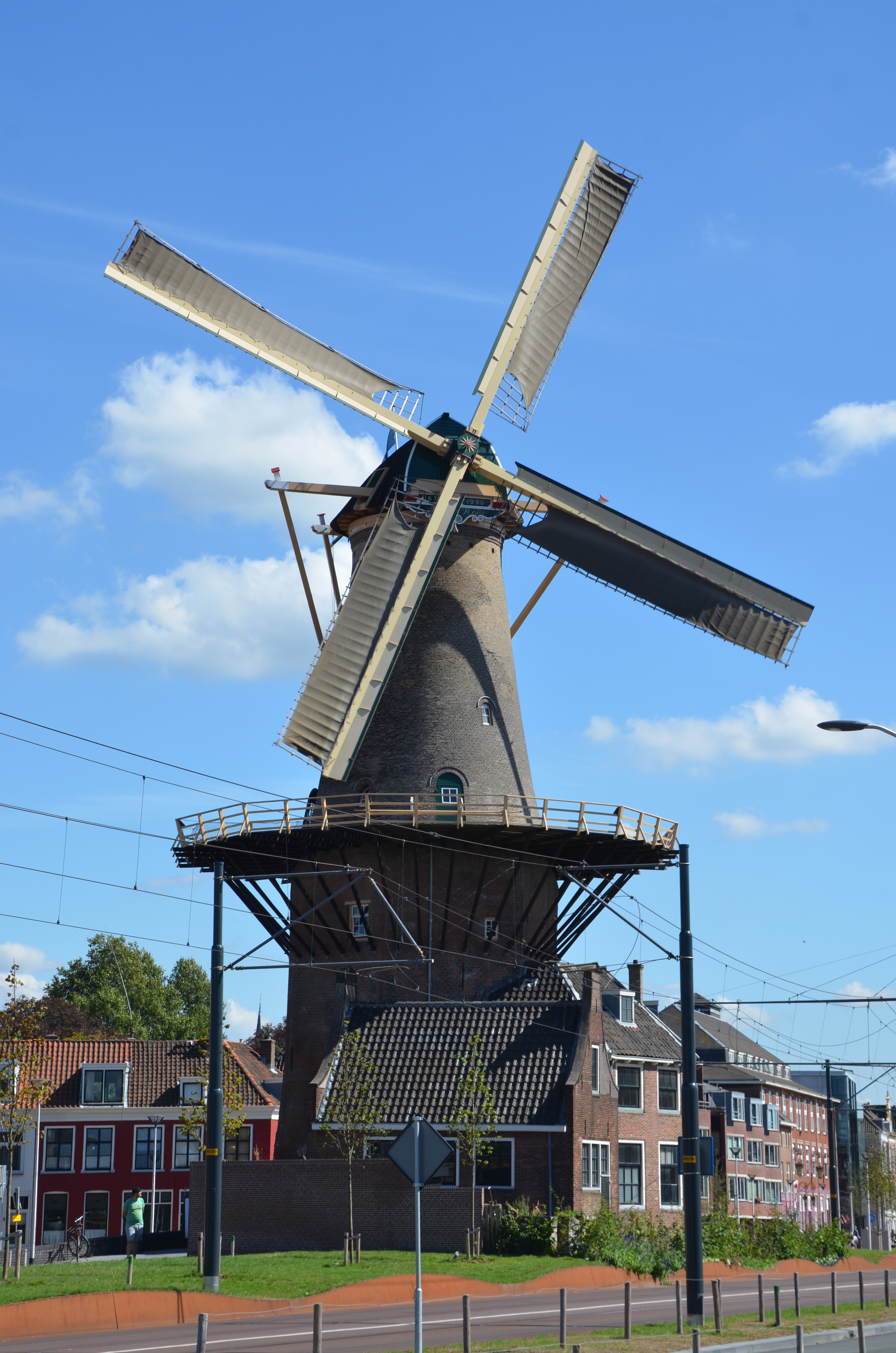
Gros plan sur le complexe du De Roos dans le centre-bourg de Delft en août 2018.
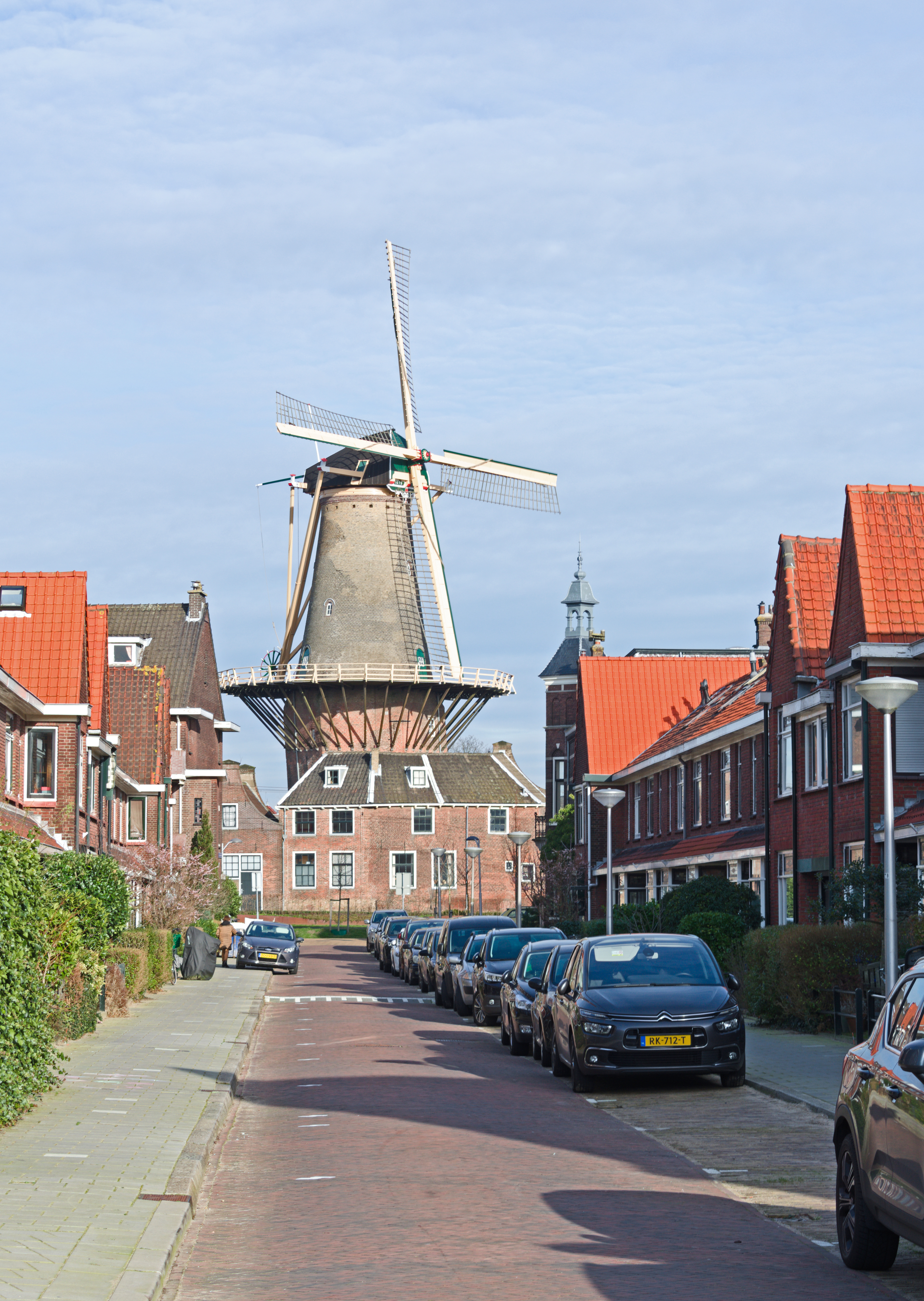
Le moulin visible à l'extrémité de la Vanheemstrastraat, à Delft, en février 2022.
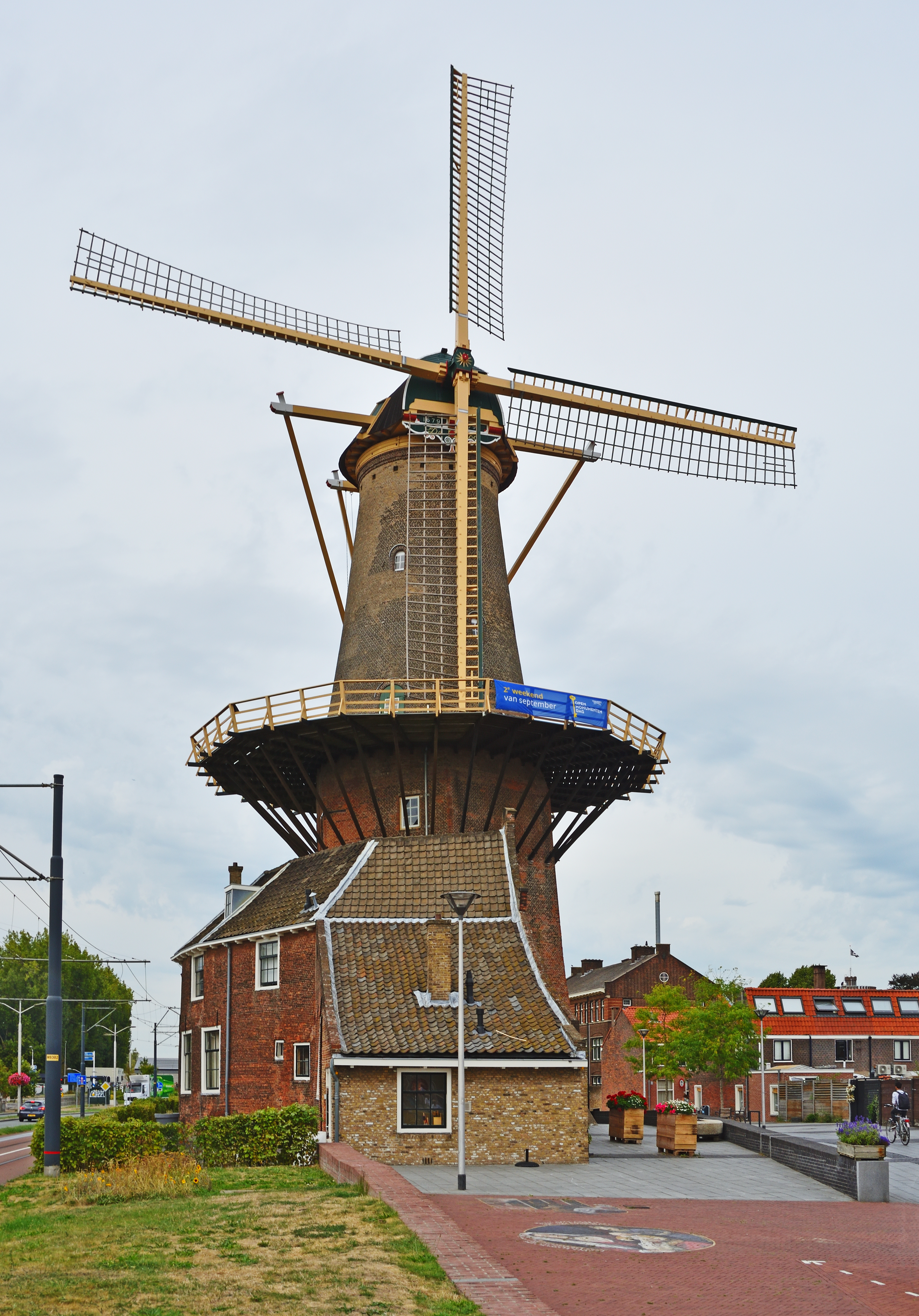
Le complexe du De Roos, son parvis, la Phoenixstraat visible sur la gauche, en septembre 2022.
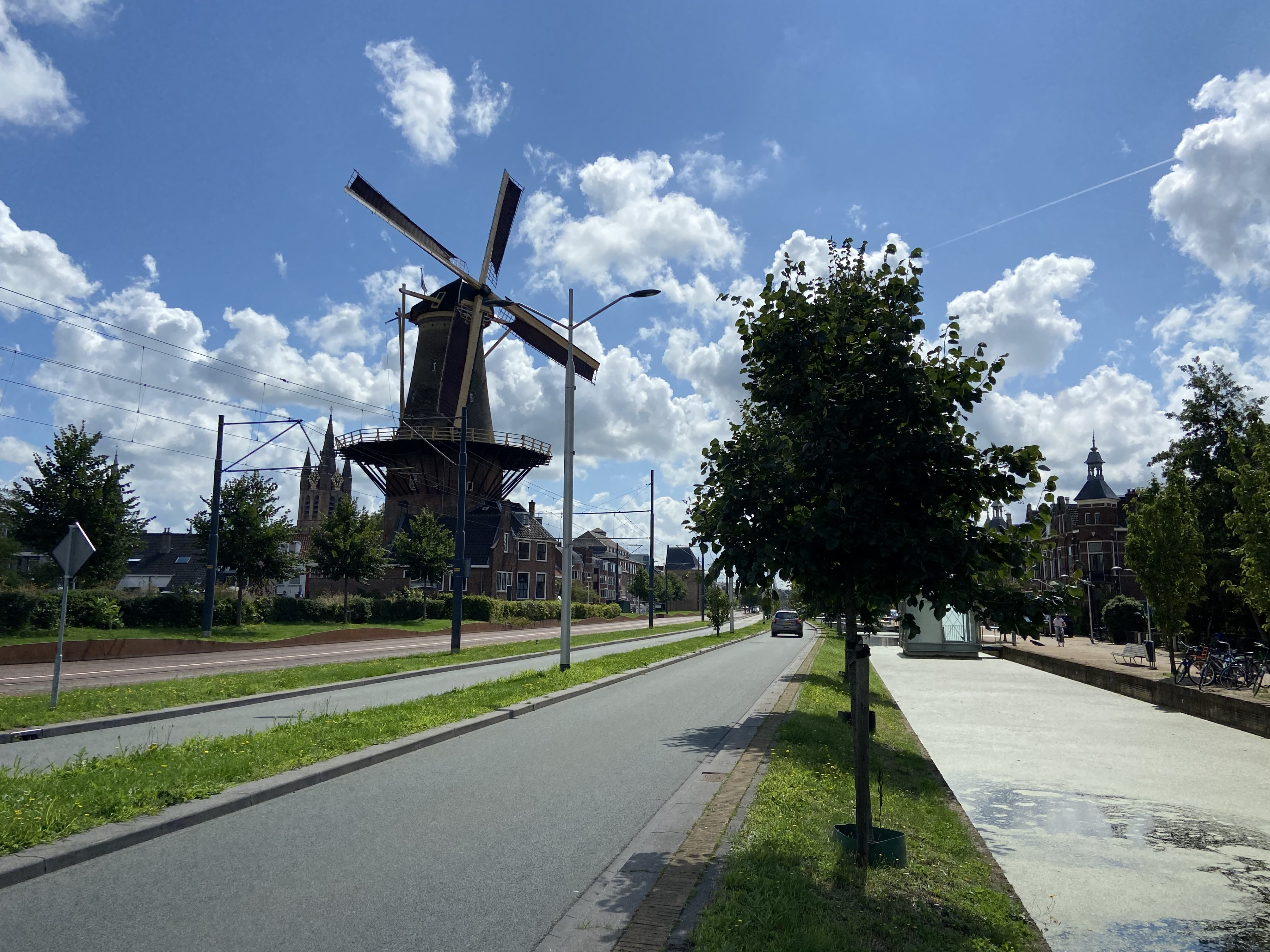
Le moulin, son logis et son entrepôt longés par la Phoenixstraat en août 2023.
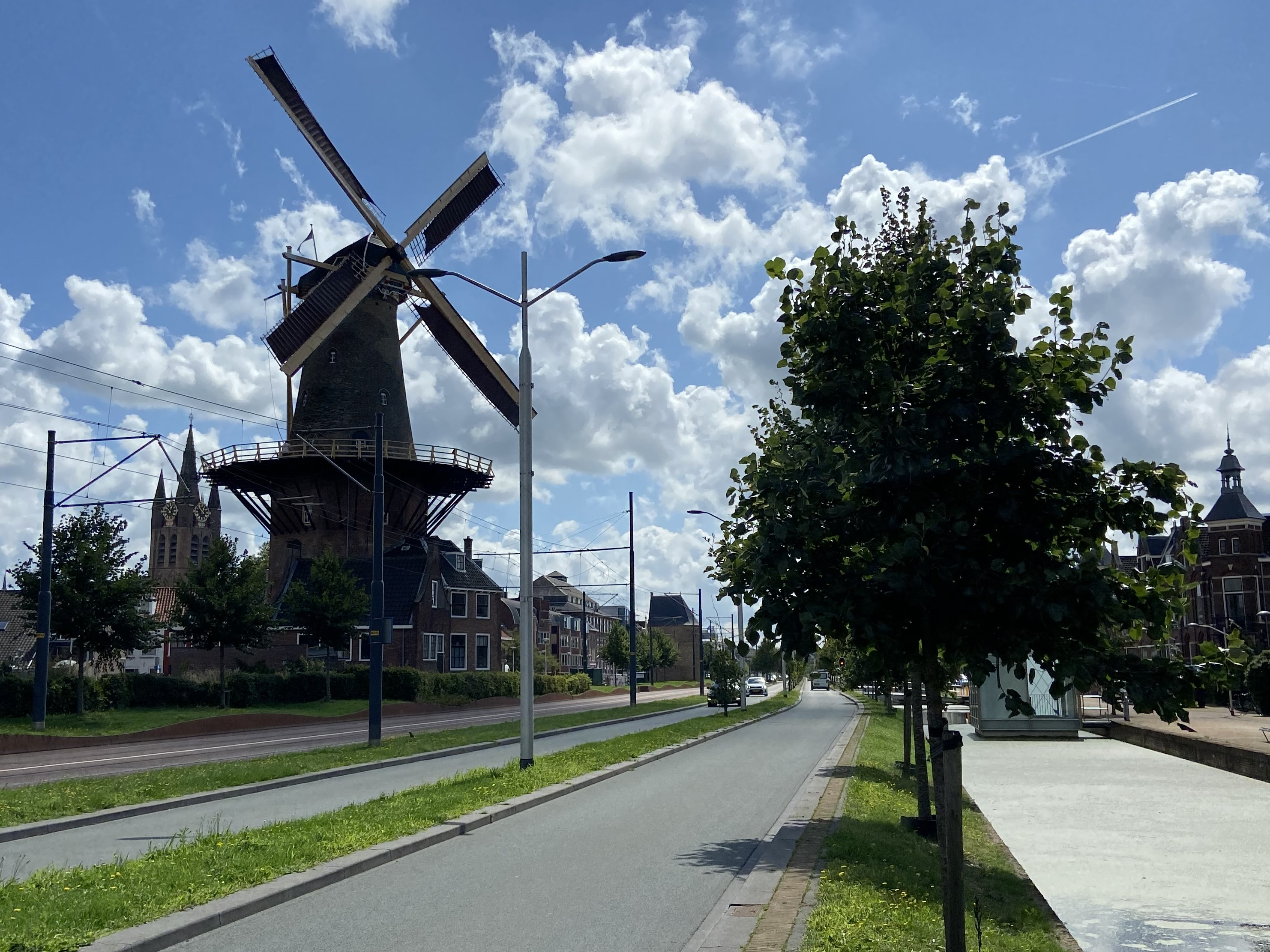
Le moulin, son logis et son entrepôt longés par la Phoenixstraat en août 2023.

## Liste des meuniers du De Roos
Le tableau suivant présente la liste non exhaustive les meuniers et ingénieurs qui se sont succédé au fonctionnement du moulin, :
| N° | Début de la meunerie            | Fin de la meunerie | Nom du meunier         |
| 1  | Première moitié du XVIIe siècle | -                  | Pieter Hubrechtsen     |
| 2  | -                               | 1679               | Floris van Mierop,     |
| 3  | Milieu du XVIIIe siècle         | -                  | Cornelis van Dijk      |
| 4  | Seconde moitié du XVIIIe siècle | -                  | Jan van Bruyn,         |
| 5  | Vers 1800                       | 1827               | Famille Kouwenboven    |
| 6  | 1827                            | -                  | Pieter van Rhijn,      |
| 7  | -                               | 1925               | Klaas van Rhijn,       |
| 8  | 1913                            | 1928               | Kobus van Rhijn        |
| 9  | 1929                            | -                  | Koos I J.A. de Vreede, |
| 10 | -                               | 1987               | Niek de Vreede,        |
| 11 | 1987                            | 2009               | Koos II de Vreede,     |
| 12 | 2010                            | -                  | Bart Dooren,           |
| 13 | 2012                            | -                  | Evert van Bokhorst     |
| 14 | 2015                            | -                  | Marga Scheffen         |
| 15 | 2018                            | -                  | Jan Spruit,            |
| 16 | 2019                            | -                  | Herman Polderman       |
| 17 | 2019                            | -                  | André van der Kraan    |
| 18 | 2022                            | -                  | Dirk Pereboom          |

## Architecture, caractéristiques et description
Outre le moulin, le complexe du De Roos classé au titre de monument national comporte une maison d'habitation et un entrepôt. L'ensemble des trois bâtiments affiche une masse totale de 1 100 tonnes,,, dont 800 uniquement pour le moulin.

### Moulin

#### Description et caractéristiques

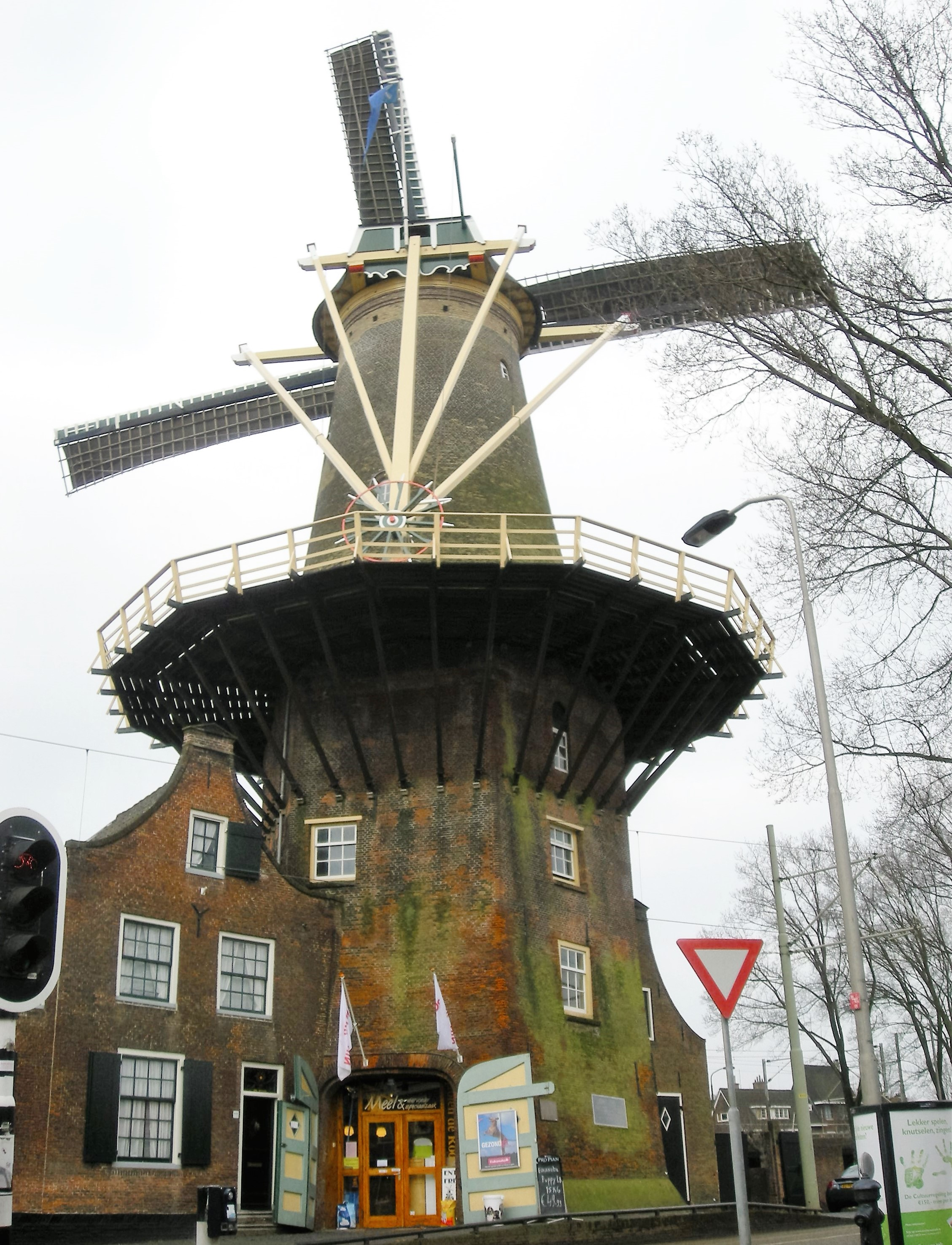
Vue d'ensemble du moulin.

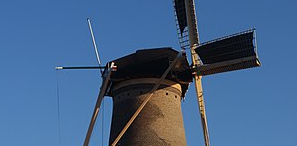
Gros plan de la calotte rotative.

La calotte du moulin est constituée d'une structure charpentée recouverte de bardeaux imperméabilisés au moyen de feutre bitumé,. Elle est ornée, en fronton, d'une barbe peinte en vert et blanc et sur laquelle sont inscrits deux chronogrammes — 1679 et 1990, qui font respectivement écho à la date de reconstruction du De Roos sur le site de la Phoenixstraat et à celle de son inauguration après les travaux de restauration des années 1980 — ainsi que le nom du moulin,,,.

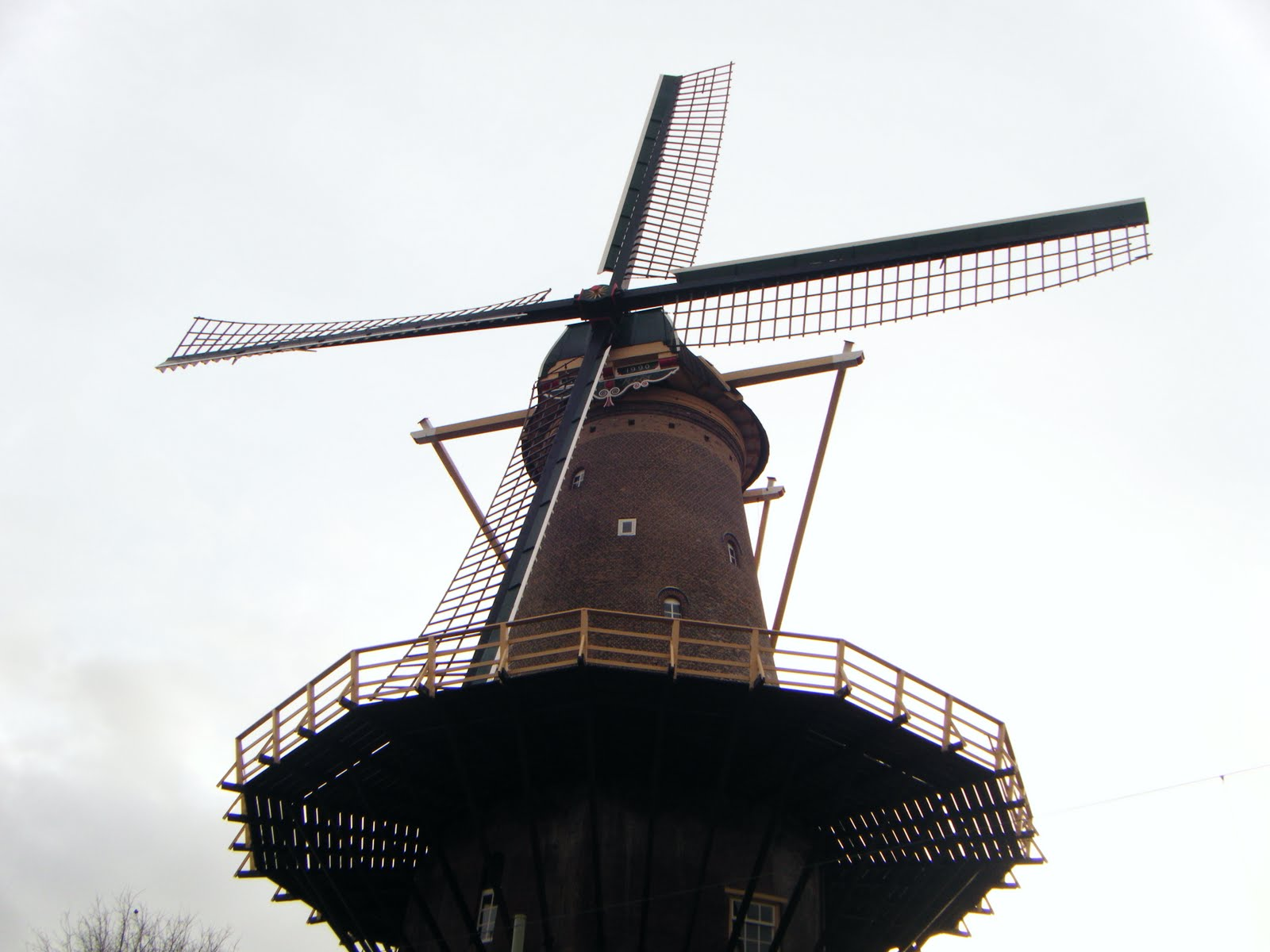
Superstructure de la jupe en brique, galerie hexagonale et roue du moulin.

Le bâtiment éolien comprend un rez-de-chaussée surmonté de sept niveaux (étages et greniers),,, — quatre niveaux, rez-de-chaussée compris pour la structure hexagonale et quatre niveaux pour la structure circulaire. Du rez-de-chaussée, qui repose sur un plancher de 0,39 m d'épaisseur, jusqu'au grenier, les huit niveaux du moulin s'élèvent respectivement sur une hauteur de 2,60 m, 2,60 m, 2,80 m, 3,85 m, 5,10 m, 2,20 m, 2,05 m et 1,7 m,. Le dernier étage, grenier appelé kapzolder, est construit dans la continuité de la calotte rotative, les deux structures formant un seul et même tenant,. Le sixième étage est imparti au levage et le cinquième au versement des grains contenus dans des sacs,. Le quatrième étage, dont le plancher est prolongé par la galerie hexagonale, est dévolu aux opérations de broyage et de mouture des grains ainsi qu'à l'empaquetage, dans des sacs, de la farine obtenue,. Les sacs remplis de grains et ceux remplis de farine sont entreposés dans une cabine aménagée au troisième étage. Le deuxième étage, consacré aux expositions, est aménagé en musée,,. La pesée et l'empaquetage de la farine ainsi obtenue sont réalisés au premier étage. Au rez-de-chaussée, niveau essentiellement destiné au remisage de sacs de grain et à la vente des paquets de farine, l'un des six côtés de la jupe-tour est percé d'un accès fermé par un portail à double-battant de 2,4 m de large.
Au total, le bâtiment éolien se dresse sur une hauteur de 32 m. À peu près à mi-hauteur de sa jupe, le moulin est ceint d'une galerie ou plate-forme hexagonale fabriquée en bois,,. Elle entoure la structure maçonnée du bâtiment sur une largeur de 3 m. La hauteur de la jupe-tour du moulin comprise entre cette plate-forme et sa partie sommitale (la calotte) est de 12 m, tandis que celle allant de l'assise jusqu'à la galerie mesure 13 m. La plate-forme est équipée de projecteurs qui délivrent chacun une puissance de 400 w et qui permettent au meunier d'effectuer un travail nocturne.

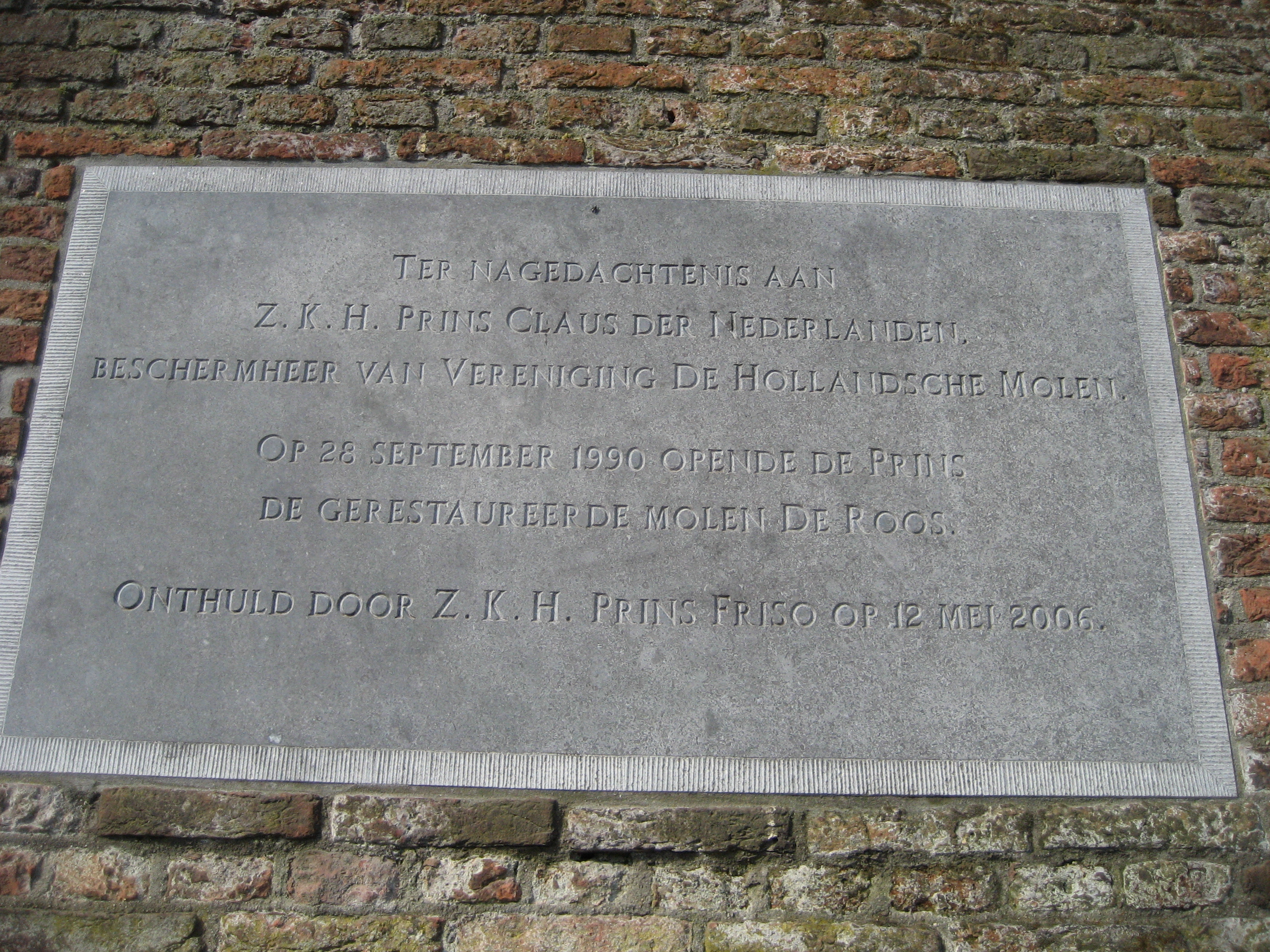
Plaque commémorative maçonnée à même la superstructure hexagonale de la jupe du moulin.

La jupe du moulin affecte une forme conique. De son assise jusqu'au niveau de la galerie, elle est constituée de blocs de pierre parementés de briques et présente une forme hexagonale,,. De la plate-forme jusqu'à la calotte, la jupe affecte une forme circulaire et son appareil (de type composé) consiste en une double rangée de briques de couleur pourpre-rouge jointées au mortier d'une épaisseur de 54 cm. Elle est éclairée par des baies à traverse arquée. Le mortier qui sert à lier les briques, plutôt étanche, présente un indice d'absorption d'humidité de 43,3 g/dm2/min sur son côté extérieur et de 21,7 g/dm2/min sur son côté intérieur. Des marques de réparations, vestiges des réfections réalisées après ses affaissements, restent encore apparentes au niveau du premier étage. Une plaque commémorative, qui rappelle l'inauguration du moulin par le prince Claus von Amsberg en 1990 — plaque qui a été elle-même dévoilée par le prince Friso van Oranje-Nassau van Amsberg à l'occasion de la Journée Nationale des Moulins en mai 2006 —, vient parementer l'une des faces de la jupe,,,,.
L'envergure de la roue du bâtiment éolien est de 25,35 m,,. Les vergues recouvrant les deux couples d'ailes, quatre toiles tendues de 10 m de long et distantes de 1,5 m autour du moyeu de l'arbre principal, sont supportées par une ossature constituée de barres en acier soudées d'une longueur d'un peu plus de 25 m,. Ces deux tiges métalliques portent respectivement les numéros de production 646 et 647 conçues par la firme Derckx — celles-ci remplaçant les axes 88 et 89 qui ont été conçus par la firme Bremer Adorp en 1964,.
En moyenne, sur un an, le moulin est doté d'une capacité de transformation de céréales — blé, épeautre et seigle — et de houblon en farine d'environ 30 000 kg — plus d'une tonne par semaine en 2021. Selon le rapport d'activité pour l'exercice de 2019, sur un total de 37 600 kg de grains moulus en farine, 33 500 kg sont issus de blé, 2 650 kg d'épeautre et 1 450 kg de seigle. Durant cette même année, les ailes du moulin ont accompli 384 988 rotations — contre 350 809 rotations en 2017 — étalées sur 124 jours, tandis que 118 jours ont été consacrés aux opérations de broyage, soit un total de 242 jours d'activité.

#### Mécanisme

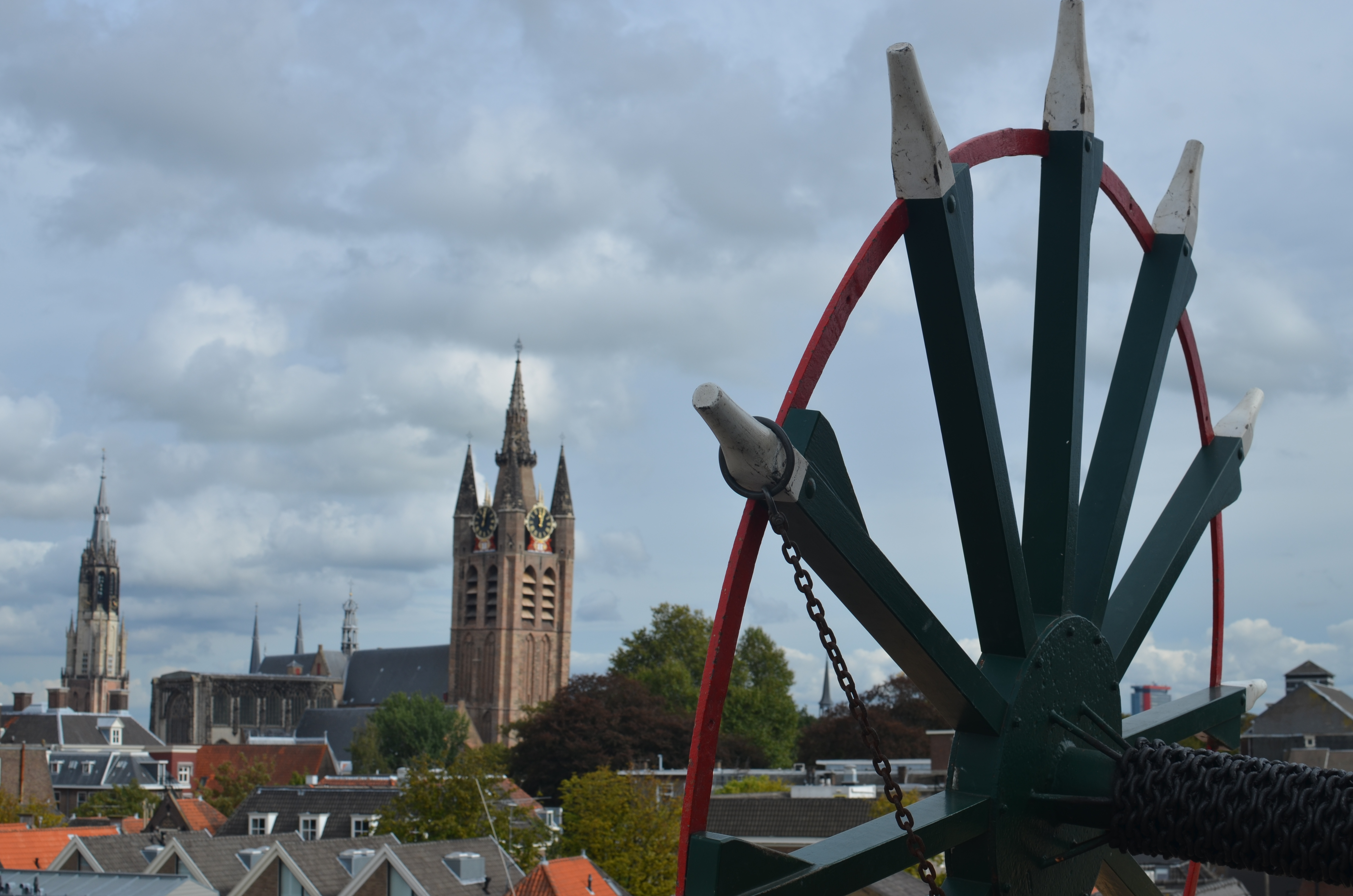
Système de régulation manuel de la calotte rotative (extrémité de la queue se trouvant au niveau de la galerie du moulin.

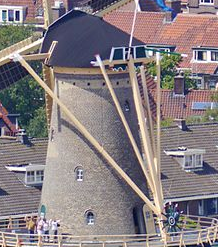
Vue arrière du moulin avec la queue ou guivre fixée à la calotte rotative.

L'orientation des ailes face au vent est permise grâce à une calotte rotative dont le mouvement circulaire est réalisé au moyen de 48 rouleaux faits en fonte et fixés à une roue en bois. La masse totale de la calotte est de 16 tonnes, dont 3,5 tonnes pour la roue et 1,5 tonne pour la charpente. À l'arrière de la calotte, à l'opposé de la roue, la queue (ou guivre), structure triangulaire de 15 m de long constituée de trois amples poutres en bois se terminant par une roue reliée à une chaîne métallique, permet au meunier, depuis la plate-forme, de contrôler et réguler manuellement la rotation de la calotte et l'orientation des ailes face au vent,,,,.
L'arbre principal, l'axe autour duquel les ailes effectuent leur rotation, conçu par la firme LI Enthoven & Co en 1847, est fait en fonte et mesure 5,55 m de long. L'un des collets de l'arbre porte l'inscription « DE OTTER ». La poutre marbrière de la calotte (ou joug, une imposante poutre en bois qui repose sur les madriers de la roue et qui soutient l'arbre supérieur) mesure 50 cm de haut pour 45 cm de large. L'arbre est ceint d'un rouet de 1,6 m de diamètre.
La rotation des ailes actionne le système de broyage constitué de deux meules verticales faite en pierre naturelle volcanique bleue dont la cote est de 17der,, autrement dit elles sont caractérisées par un diamètre d'environ 150 cm, des stries en arc de cercle dont le rayon mesure environ 105 cm, un trou central destiné à accueillir l'axe ayant un rayon compris entre 10 à 12 cm, une épaisseur de 10 cm, ainsi qu'un rapport de démultiplication sur la meule horizontale de 1/3:2/3. Le dispositif de broyage comporte un second couple de meules, également cotées 17der, est entraîné par le mouvement des ailes.
Afin de suppléer aux aléas du vent, l'énergie éolienne constituant la force motrice principale du moulin,, le De Roos est équipé d'un moteur électrique, d'une puissance de 20 chevaux-vapeur conçu par la firme Heemaf. La partie motorisée du dispositif de rotation consiste également en deux broyeurs à marteaux, chacun pourvu d'une puissance de 25 chevaux-vapeur, et d'un tire-sac électrique. Deux treuils à engrenage et à bille, installés au niveau de la plate-forme hexagonale, permettent de réguler le travail du tire-sac,. Un élévateur à grain, une trémie de 2,9 m de haut et cuve — une sorte de silo destiné à mélanger les grains traversant au droit le plancher du deuxième étage — viennent compléter le dispositif de mise en œuvre de la farine,.
Le dispositif de transmission, dont l'arbre vertical, qui traverse les 4 derniers étages en leur centre, en constitue la colonne vertébrale, comprend une grande roue supérieure,,. Cette grande roue mesure de 48 cm de rayon et est emmortaisée de 72 alluchons d'un pas de 12 cm de long,. Elle est équipée d'un compteur qui consigne le nombre de rotations effectuées par les ailes. Cette grande roue met en mouvement la lanterne, laquelle est emmortaisée de 33 alluchons mesurant un pas de 12 cm. Située au troisième étage, à l'appoint de la grande roue supérieure, sur l'axe de rotation central du moulin, la grande roue inférieure (spoorwiel (nl)), d'un diamètre de 80 cm, est emmortaisée de 80 alluchons présentant chacun un pas 8,5 cm de long,. Celle-ci actionne, de part et d'autre de son axe, deux autres lanternes qui sont emmortaisées de 24 alluchons d'un pas de 8,5 cm,,. Le rapport de démultiplication de la grande roue supérieure avec la lanterne supérieure est de 1/6,46, tandis que celui de la grande roue inférieure couplée à aux deux lanternes inférieures est de 1/7,27.

### Logis du meunier et entrepôt
La maison destinée à loger le meunier ainsi que l'entrepôt qui lui est contigu sont appareillés de blocs de tuf volcanique taillés et joints à la chaux,. Le logis, de 9,2 m de haut jusqu'à son faîte, comporte un rez-chaussée surmonté de deux étages,. Ses deux façades sont chacune aménagée d'un pignon « à bec »,. La façade de l'entrepôt, quant à elle, présente un pignon dit « en cloche ».
À l'opposé du mur mitoyen avec la jupe du moulin, le corps principal de la maison est prolongée d'une aile couverte par un toit en appentis,. La façade du corps de logis s'élève jusqu'à environ 9 m de haut, le mur mitoyen avec la jupe du moulin atteignant une hauteur de 6 m.
Plusieurs des pièces de la maison ont été aménagées en atelier, lieu de conférence et de réunion et salle de fête,,. Une boutique de vente de produits locaux (dont de la moutarde élaborée avec de restes de bière) ainsi qu'un lieu de restauration se tiennent également dans l'enceinte du logis,. Enfin, trois pièces de la maison, dont chacune occupe une surface d'environ 16 m2, ont été reconverties en chambre d'hôtes,.

Logis du meunier et entrepôt attenant
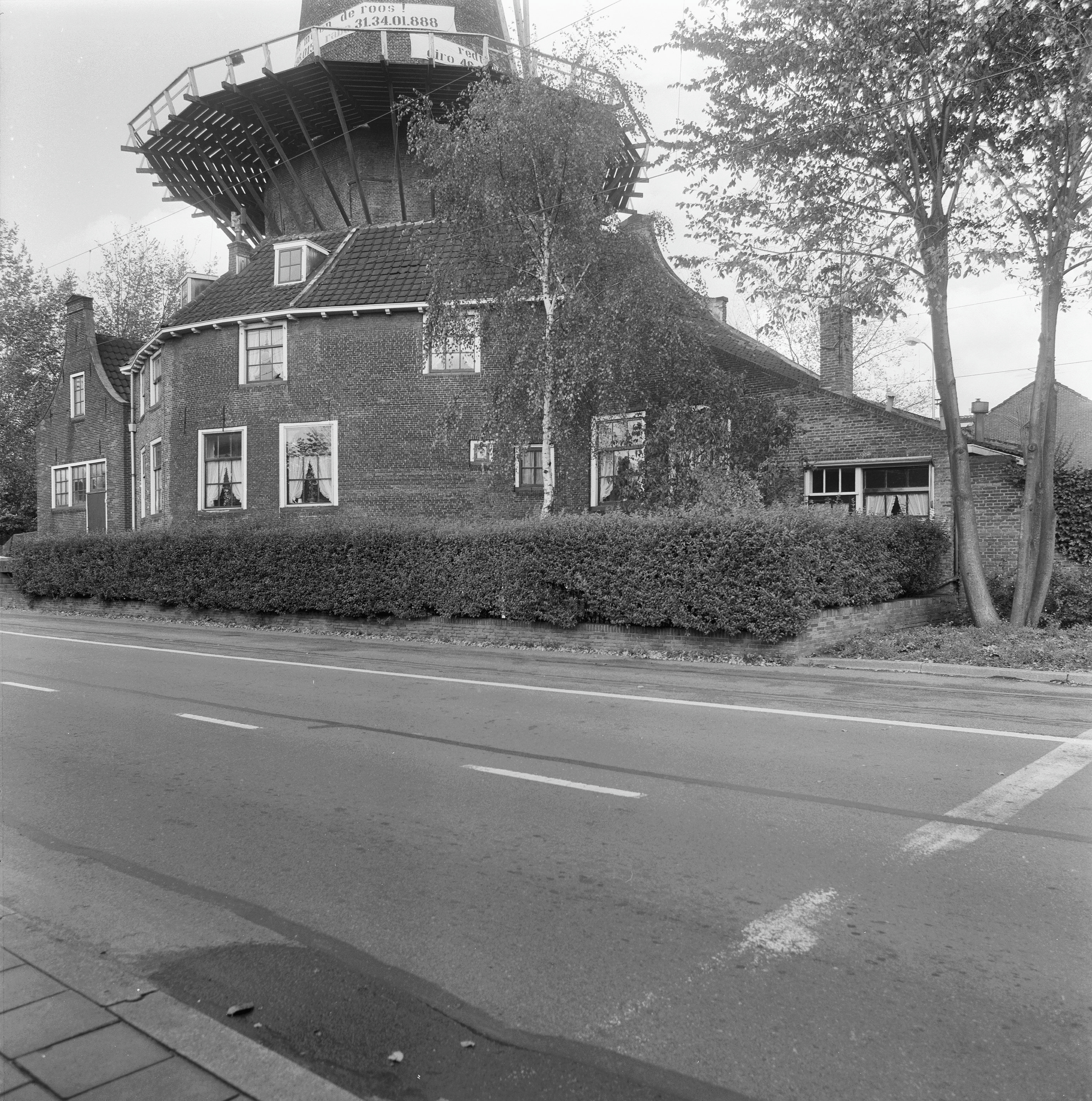
Façade du logis du meunier et entrepôt.
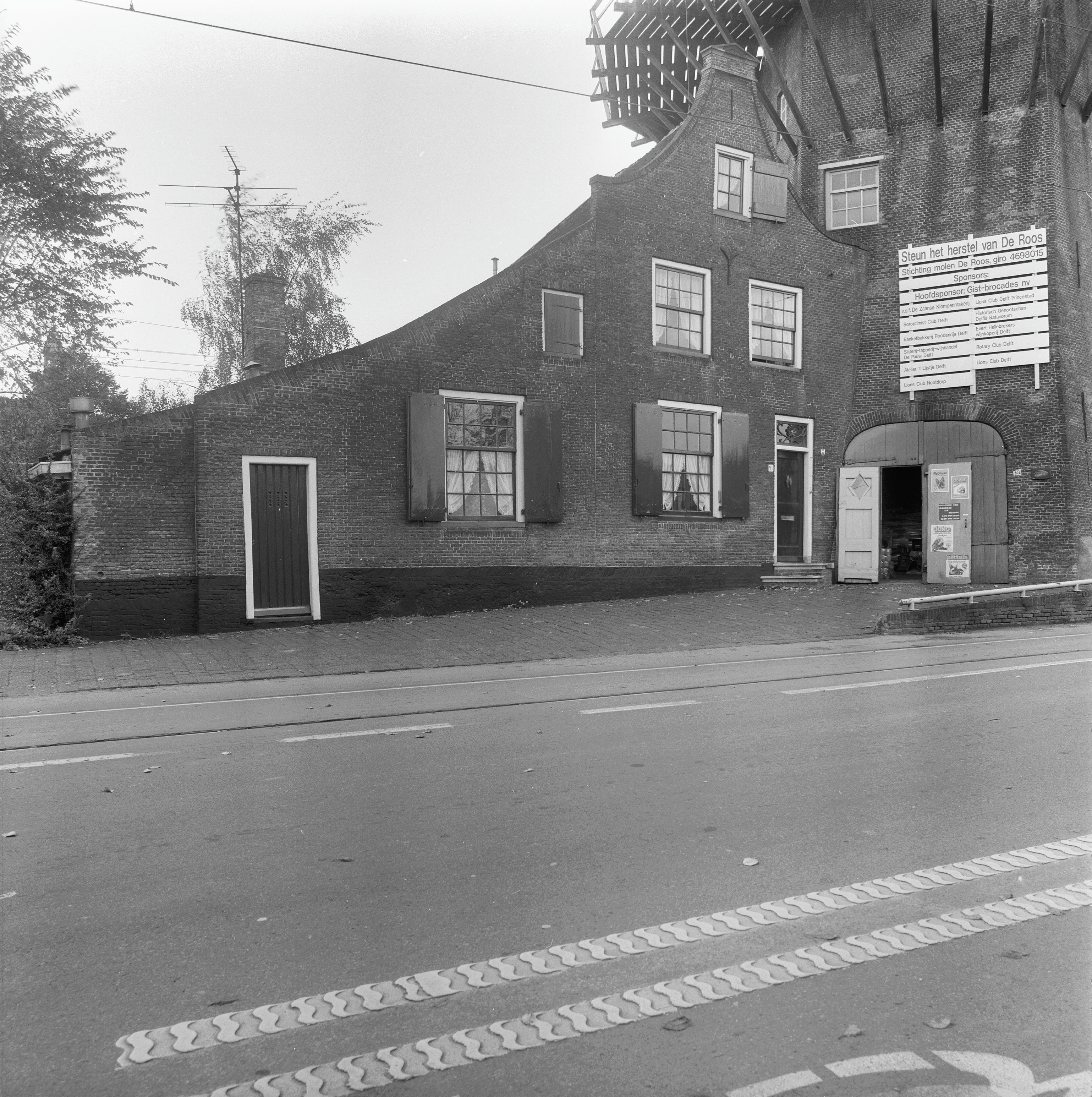
Logis.
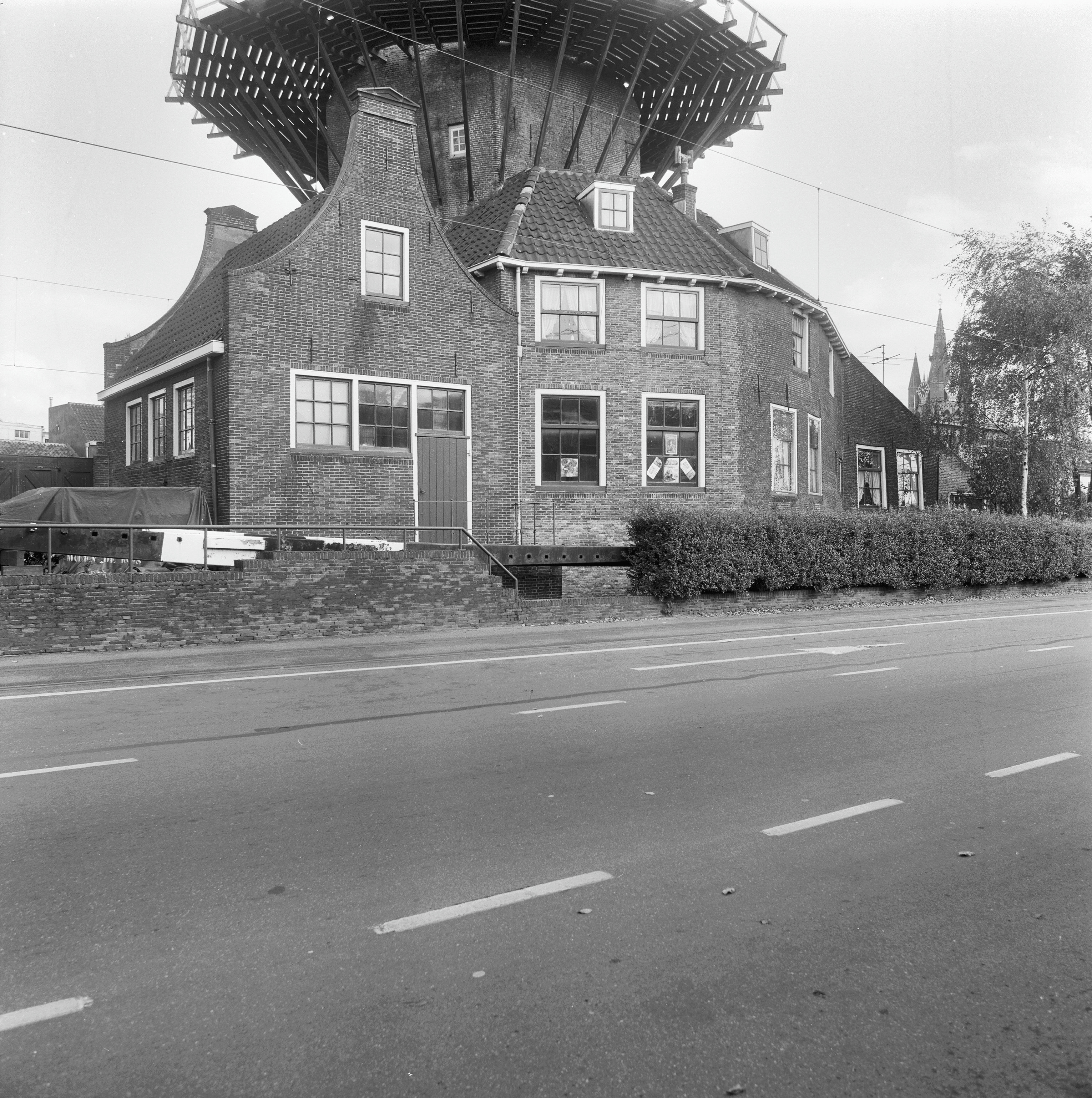
Entrepôt et logis.
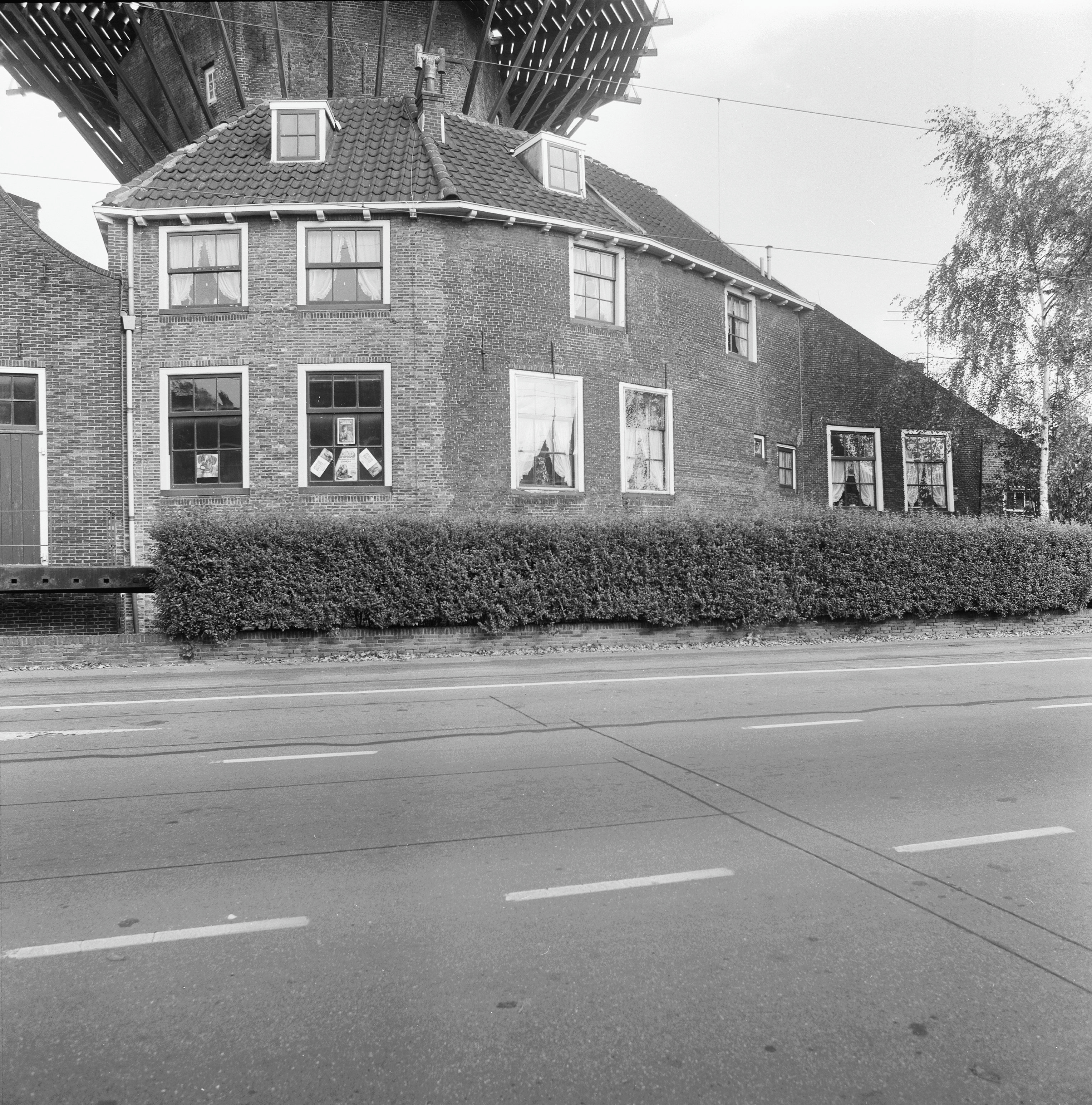
Logis.
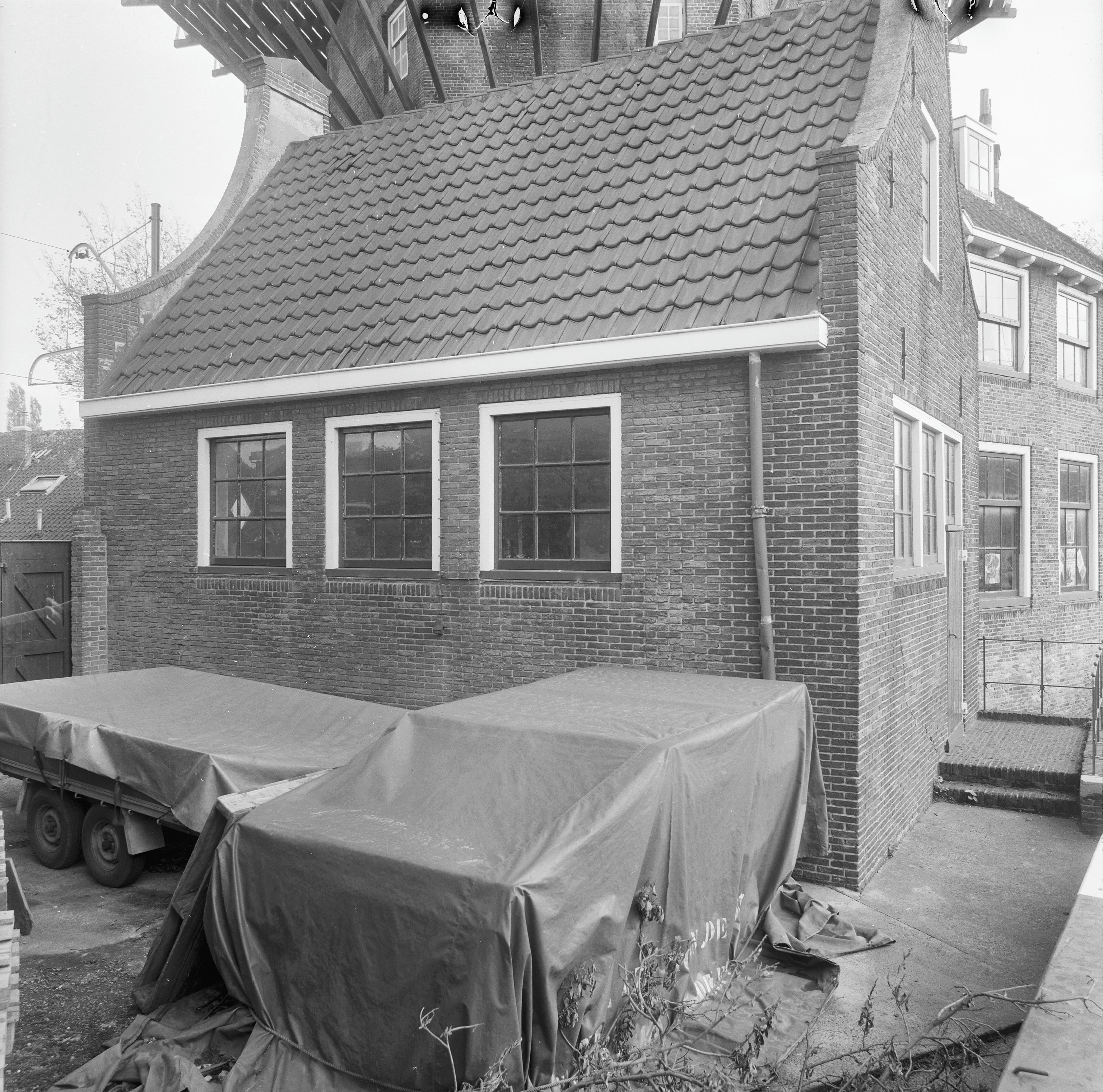
Entrepôt.
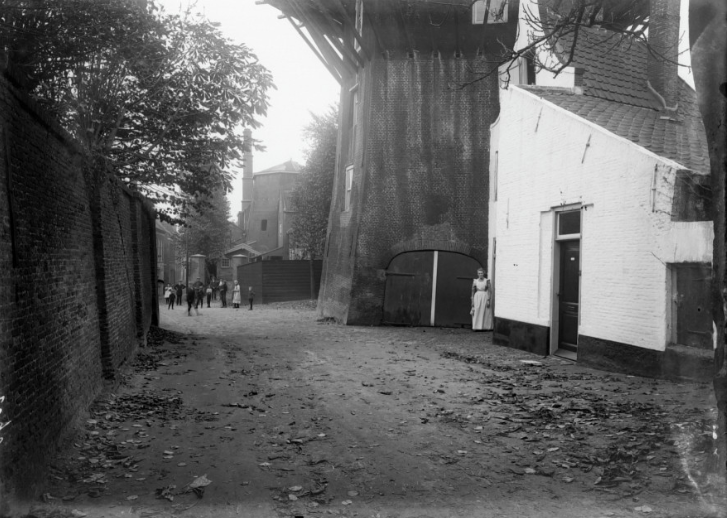
Logis du meunier adossé au moulin.